# Luise von Mecklenburg-Strelitz
Luise Herzogin zu Mecklenburg [-Strelitz], bekannt als Königin Luise, vollständiger Name: Luise Auguste Wilhelmine Amalie Herzogin zu Mecklenburg (* 10. März 1776 in Hannover; † 19. Juli 1810 auf Schloss Hohenzieritz), war die Gemahlin König Friedrich Wilhelms III. von Preußen.

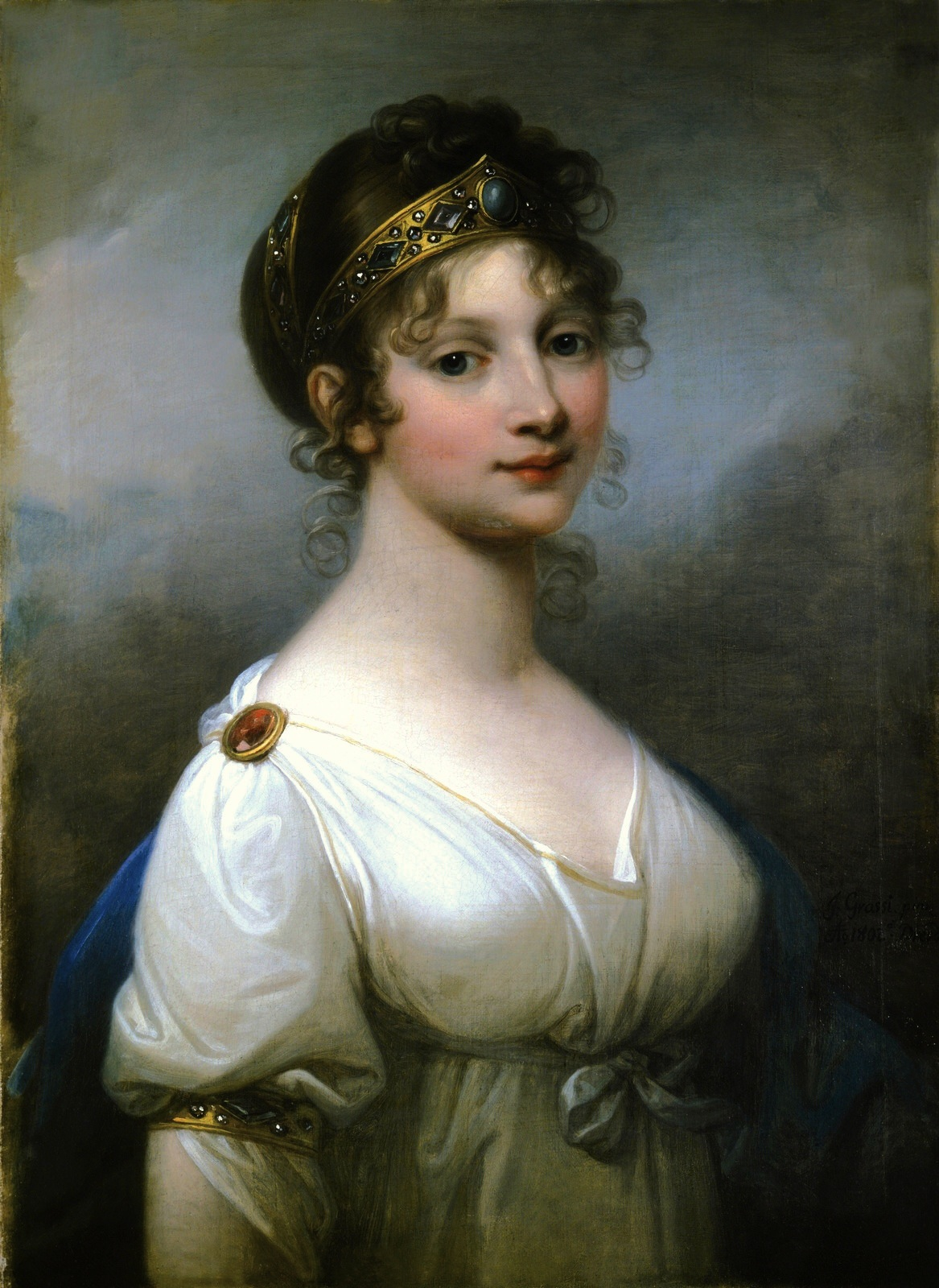
Josef Mathias Grassi, Königin Luise von Preußen, Ölgemälde von 1802, Schloss Charlottenburg

Zeitgenossen beschrieben sie als schön und anmutig, ihre ungezwungenen Umgangsformen erschienen ihnen eher bürgerlich als aristokratisch. Ihr Leben war eng verknüpft mit den dramatischen Ereignissen im Kampf Preußens gegen Napoleon Bonaparte. Da sie früh starb, blieb sie auch in der Vorstellung der nachfolgenden Generationen jung und schön. Schon zu Lebzeiten wurde sie zum Gegenstand beinahe kultischer Verehrung. Nach ihrem Tod setzte sich diese Tendenz verstärkt fort. Sie wurde als Mutter Kaiser Wilhelms I. zum Symbol für den Wiederaufstieg Preußens und die Entwicklung hin zum Deutschen Kaiserreich. So liegt ihre historische Bedeutung in der legendären Berühmtheit, die sie als Königin von Preußen tatsächlich hatte.

## Leben

### Elternhaus und Kindheit
Luises Familienhintergrund war das Ergebnis von Zweckverbindungen des Hochadels über die Grenzen der deutschen Kleinstaaten hinweg. Ihr Vater Herzog Karl zu Mecklenburg [-Strelitz] war ein nachgeborener Prinz aus dem Hause der Herzöge von Mecklenburg-Strelitz. Nach Studium in Genf und einigen Reisen hatte er die repräsentative und gut bezahlte Aufgabe übernommen, das Kurfürstentum Hannover als Gouverneur für seinen Schwager, den britischen König Georg III., zu verwalten. Dieser war zwar in Großbritannien geboren, stammte aber aus dem Haus Hannover und ließ sein deutsches Stammland von London aus regieren.
1768 heiratete Karl in Hannover die 16-jährige Prinzessin Friederike von Hessen-Darmstadt. Fünf ihrer zehn Kinder starben früh, sie selbst überlebte die letzte Niederkunft nur um zwei Tage. Als sie im Alter von 29 Jahren starb, war ihre Tochter Luise, Prinzessin von Mecklenburg-Strelitz, erst sechs Jahre alt. Der Witwer heiratete die jüngere Schwester der Verstorbenen – Luise erhielt also ihre Tante zur Stiefmutter –, die aber nach nur 15 Monaten ebenfalls im Kindbett starb, nachdem sie ihren Sohn Karl zur Welt gebracht hatte.
Wenig später wurden die sechs Kinder getrennt. Die beiden Söhne, Georg und Karl, blieben bei ihrem Vater in Hannover. Charlotte, die älteste der vier Töchter, war seit 1785 mit dem Regenten des kleinen Herzogtums Sachsen-Hildburghausen verheiratet. Die Schwestern Therese, Luise und Friederike wurden 1786 ihrer Großmutter in Darmstadt zur weiteren Erziehung anvertraut. Diese Großmutter war die Witwe des Bruders des regierenden Landgrafen von Hessen-Darmstadt und wurde nach dem Vornamen ihres verstorbenen Gatten volkstümlich „Prinzessin George“ genannt. Sie war eine resolute, kluge alte Dame, die ihren drei Enkelinnen im Alten Palais der kleinen Residenzstadt Darmstadt manche Freiheiten ließ.

Luise, als Kind mit Beinamen wie „Jungfer Husch“ und „unsre tolle Luise“ bedacht, war noch als Jugendliche kindlich unbefangen und verspielt. Der Stadtpfarrer von Darmstadt gab den drei Schwestern Konfirmandenunterricht. Für die unumgängliche Ausbildung in der französischen Sprache und in höfischer Etikette sorgte Mademoiselle Salomé de Gélieu, die zuvor im damals preußischen Neuchâtel ein Mädchenpensionat geleitet und in England als Erzieherin in aristokratischen Familien gearbeitet hatte. Zusätzlich erhielten die Prinzessinnen Unterricht in Englisch, Geschichte und Deutsch sowie im Zeichnen und Malen und im Klavierspiel.

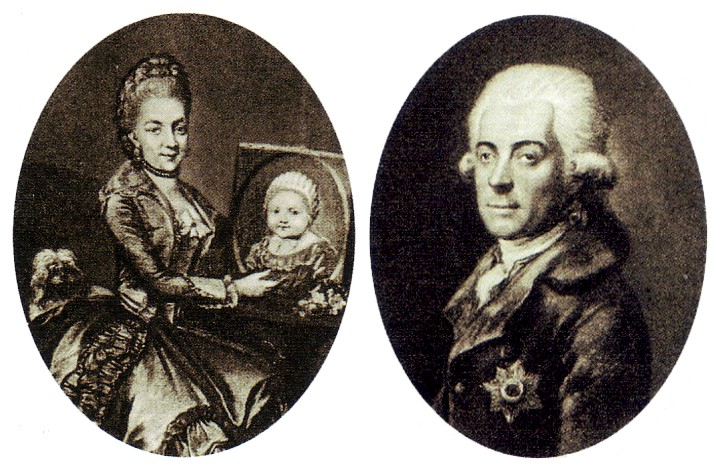
Die Eltern

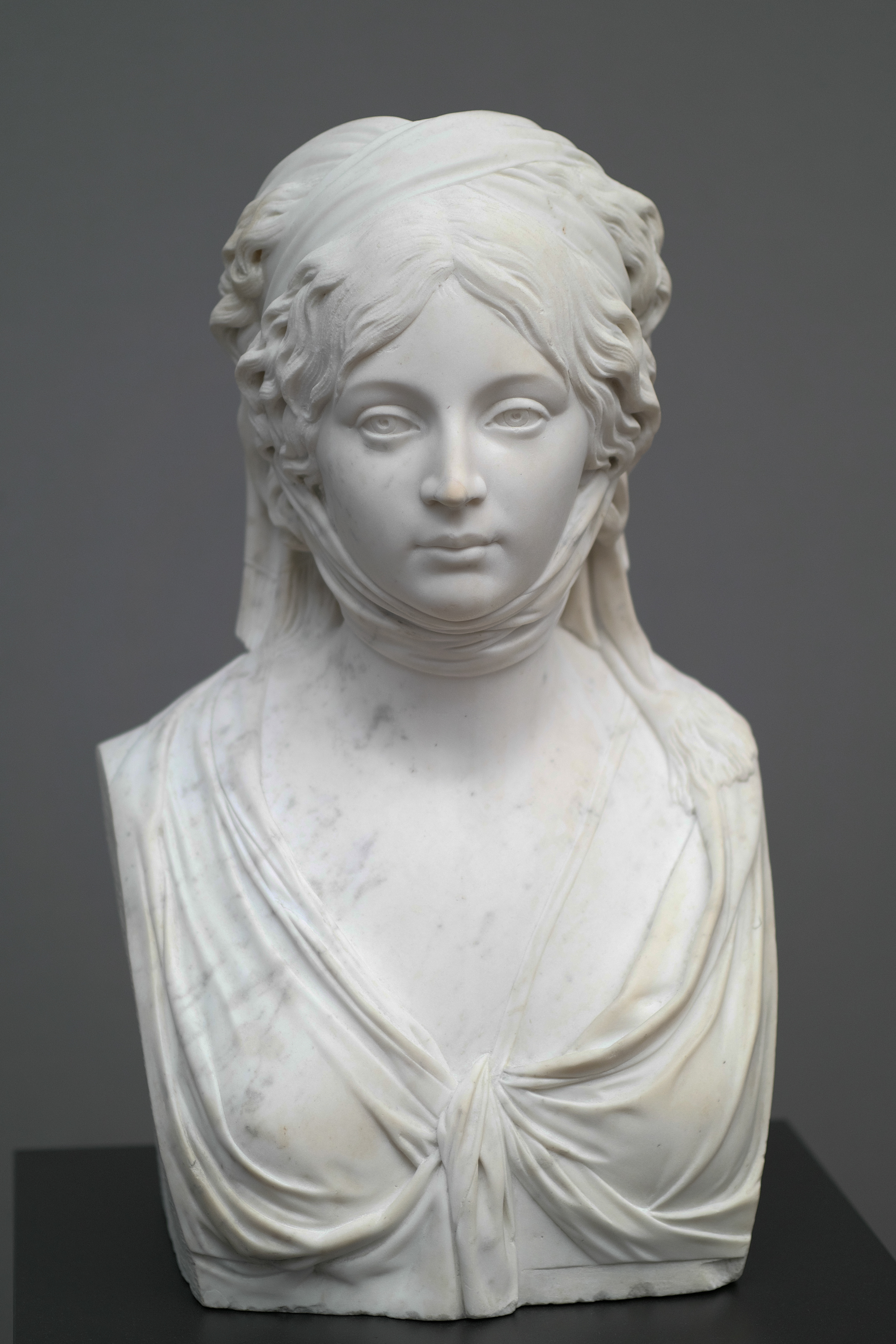
Luise von Preußen (1795), Marmorbüste von Johann Gottfried Schadow (ausgeführt 1798/1799)

Luise war keine eifrige Schülerin. Ihre französisch geschriebenen Briefe blieben lebenslang fehlerhaft und erst viel später, in Berlin, ging sie daran, einige der größten Bildungslücken zu schließen. Dort ließ sie sich über Geschichte und Philosophie informieren und bat Freundinnen wie Marie von Kleist und Karoline von Berg, sie bei der Auswahl ihrer Lektüre zu unterstützen. Frau von Berg (1760–1826), ihre Hofdame, Mentorin und Vertraute, führte einen literarischen Salon in ihrer Villa am Berliner Tiergarten und korrespondierte mit Berühmtheiten wie Goethe, Herder, Jean Paul und dem Reichsfreiherrn vom und zum Stein. Von ihr erhielt Luise Hinweise zur zeitgenössischen Literatur, von ihr erbat sie Texte „von denen Sie annehmen, daß sie mir gefallen und mir am meisten nützen“. In einem Brief an Marie von Kleist, die Cousine des Dichters Heinrich von Kleist, werden ihre literarischen Neigungen deutlich: „Möge Gott mich davor bewahren, meinen Geist zu pflegen und mein Herz zu vernachlässigen“; sie würde eher „alle Bücher in die Havel werfen“, als den Verstand über das Gefühl zu stellen.
Das Leben der Prinzessinnen in Darmstadt wurde unterbrochen durch häufige Besuche bei den zahlreichen Verwandten aus hessischen und mecklenburgischen Adelshäusern, durch Reisen nach Straßburg und in die Niederlande. Oft hielt man sich in Frankfurt am Main auf, wo die ältere Schwester Therese seit 1787 mit dem damals noch nicht ganz standesgemäßen, aber sehr reichen späteren Fürsten Karl Alexander von Thurn und Taxis verheiratet war. Mehrmals machten die 14-jährige Luise und ihre jüngere Schwester Friederike Besuche im Hause der Frau Rat Catharina Elisabeth Goethe, der Mutter des berühmten Dichters; Jahre später schrieb diese ihrem Sohn darüber nach Weimar: „Das Zusammentreffen mit der Prinzessin von Mecklenburg hat mich außerordentlich gefreut … von einer steifen Hofetikette waren sie da in voller Freyheit – tantzend – sangen und sprangen den gantzen Tag …“ In Frankfurt war man auch 1792 anlässlich der Krönungsfeierlichkeiten für Franz II., den letzten Kaiser des Heiligen Römischen Reiches, der 1804 als Franz I. erster Kaiser Österreichs wurde. Den Festball in der Botschaft Österreichs eröffnete Luise gemeinsam mit dem jungen Reichsgrafen Klemens von Metternich, dem später berühmten Diplomaten und Staatsmann.
Anfang März 1793 wurden die beiden Schwestern, jetzt 17 und 15 Jahre alt, in Frankfurt dem preußischen König Friedrich Wilhelm II. vorgestellt, der brieflich über diese Begegnung berichtete: „Wie ich die beiden Engel zum ersten Mal sah, es war am Eingang der Komödie, so war ich so frappirt von ihrer Schönheit, daß ich ganz außer mir war, als die Großmutter sie mir präsentirte. Ich wünschte sehr, daß meine Söhne sie sehen möchten und sich in sie verlieben […] Ich machte mein möglichstes, daß sie sich öfter sahen und sich recht kennen lernten. […] Sie gaben sich das Jawort und die Versprechung wird bald vor sich gehen, vermuthlich in Mannheim. Der älteste heirathet die älteste und der jüngste die jüngste.“ Zum ersten Mal traf Luise den „ältesten“, den 22-jährigen Kronprinzen Friedrich Wilhelm am 14. März 1793, am 19. März machte er seinen persönlichen Heiratsantrag und am 24. April fand in Darmstadt die offizielle Verlobung statt. Die Eheleute waren über ihre Mütter, die Cousinen waren und von Ludwig VIII. von Hessen-Darmstadt abstammten, miteinander verwandt. Im Ehevertrag wurde festgehalten, dass Luise eine bestimmte Summe „zu selbsteigener Disposition“ erhalten sollte, die sich bei der Geburt eines Sohnes deutlich erhöhen würde; für eine Tochter war nichts dergleichen vorgesehen. Inzwischen war auch Prinz Louis, der „jüngste“, mit Luises Schwester Friederike verlobt, widerwillig allerdings und nur aus Gründen der Staatsräson – er war schon anderweitig, aber unter seinem Stand verliebt. Die Doppelhochzeit wurde für die Weihnachtstage 1793 vereinbart.

### Die Kronprinzessin
Am 22. Dezember trafen die Schwestern in der festlich geschmückten Stadt Berlin ein. Ein kleines, weißgekleidetes Mädchen begrüßte die Prinzessinnen mit einem Gedicht, Luise hob das Kind hoch, küsste es – und reagierte erkennbar verständnislos, als man ihr sagte, dass ein solches Verhalten ihrer hohen Stellung nicht angemessen sei. Dieser Vorfall, vielfach weitererzählt, gab den ersten Anstoß zur außerordentlichen Beliebtheit Luises bei der Berliner Bevölkerung. Am 24. Dezember 1793 wurde sie mit dem Kronprinzen nach altem Hofzeremoniell im Weißen Saal des Berliner Schlosses getraut. Nach Berichten von Augenzeugen wirkte der Bräutigam, sonst eher schüchtern und introvertiert, an diesem Tag heiter und ausgelassen. Zwei Tage später heirateten Friederike und Prinz Louis.

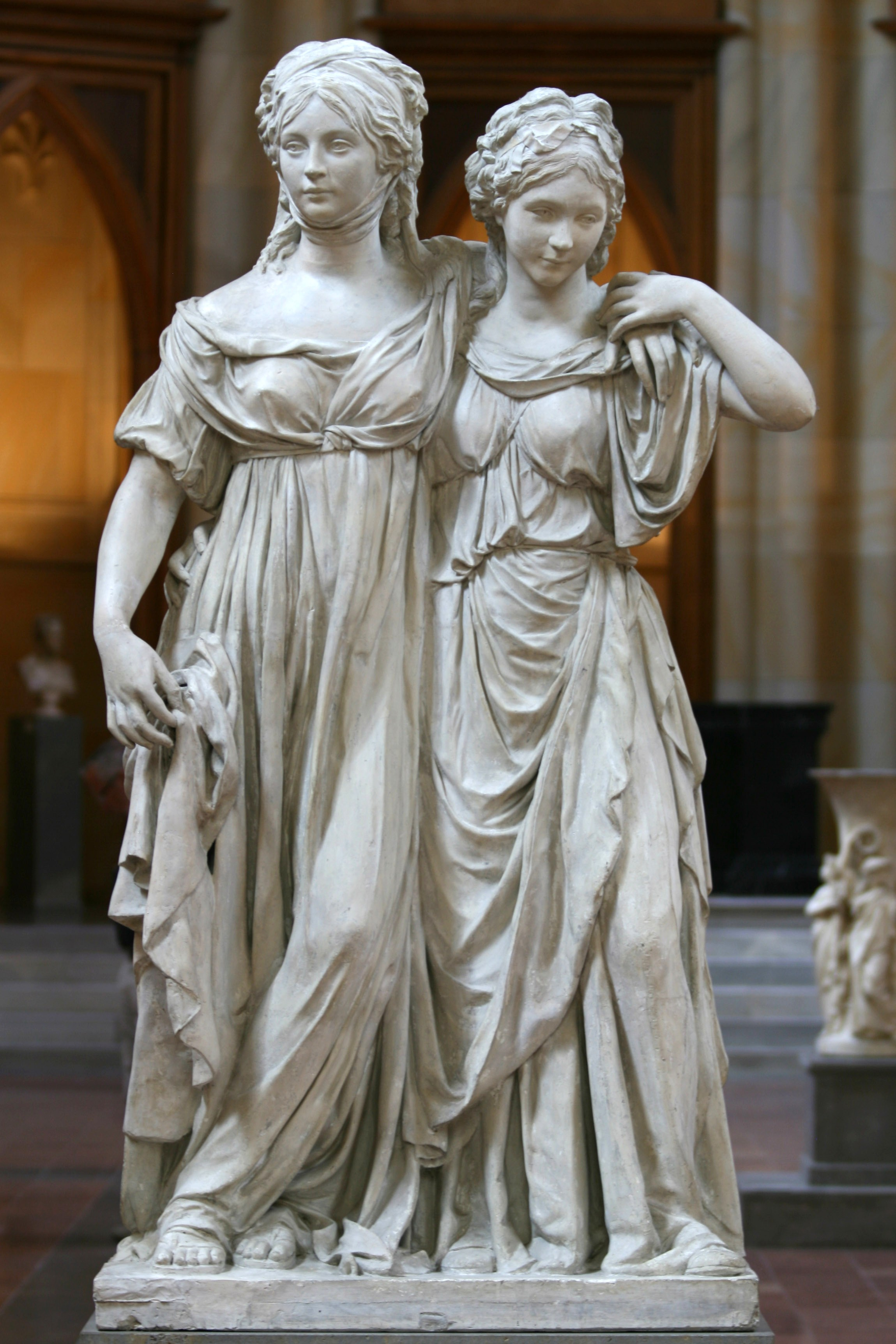
Die Prinzessinnengruppe

Die Paare bezogen zwei benachbarte Gebäude an der Straße Unter den Linden, das Kronprinzenpalais und das später so genannte Prinzessinnenpalais. Hier entstand 1795 die berühmte „Prinzessinnengruppe“ des Bildhauers Gottfried Schadow, von König Friedrich Wilhelm II. in Auftrag gegeben. Der Künstler hatte vorübergehend einen Arbeitsraum im Kronprinzenpalais, sah die Schwestern häufig und durfte sogar „nach der Natur“ ihre Maße nehmen. Luises Mann, der Kronprinz, war allerdings mit der natürlichen, trotz reichlichen Faltenwurfs recht körperbetonten Darstellung unzufrieden. Zudem wurde die inzwischen verwitwete Friederike noch im Trauerjahr schwanger, wurde deswegen „in höchster Eile“ verheiratet und musste den Hof und Berlin verlassen. Als Luise Königin geworden war, verschwand die Skulptur daher für Jahrzehnte aus der Öffentlichkeit. Sie ist heute auf der Museumsinsel in Berlin zu sehen.

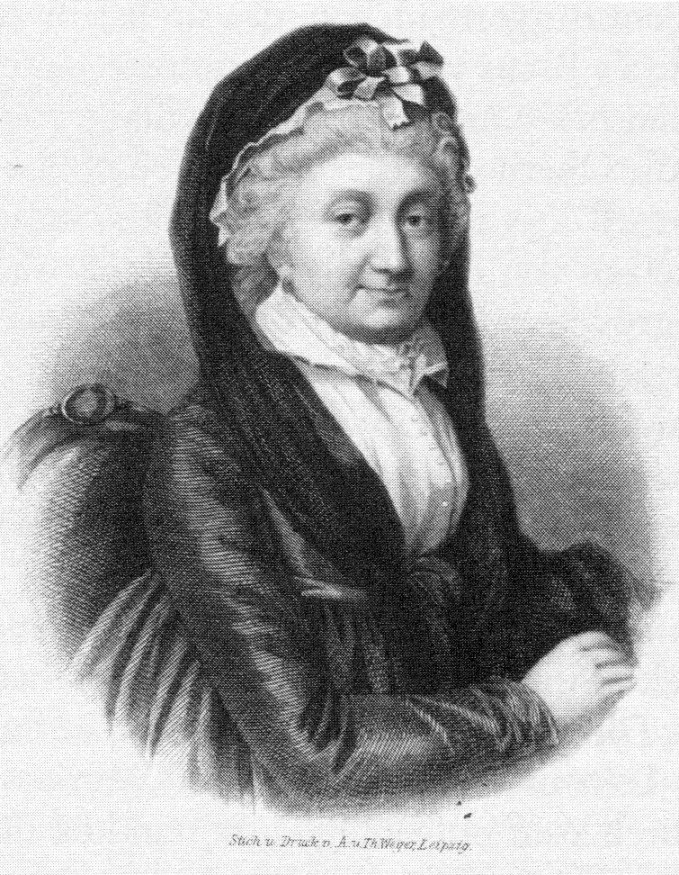
Gräfin Sophie Marie von Voß

Das Leben am preußischen Hof verlangte von Luise ein hohes Maß an Anpassung an unbekannte Personen, Regeln und Pflichten. Ihr ungezwungenes Naturell stand dabei manches Mal im Wege. Als Oberhofmeisterin wurde ihr eine erfahrene Hofdame zur Seite gestellt, die Gräfin Sophie Marie von Voß. Sie war 64 Jahre alt, als Luise in Berlin eintraf, und stand seit Jahrzehnten im Dienste des Königshauses. Nach anfänglichen Konflikten zwischen ihrer strengen Berufsauffassung und Luises Neigung zu unkonventionellem Verhalten war sie der Kronprinzessin und späteren Königin eine unentbehrliche Lehrmeisterin in höfischer Etikette und blieb ihr bis zuletzt eine vertraute Ratgeberin und Freundin. Zu einer weiteren Vertrauten wurde ihre Erste Hofdame, die unverheiratete Henriette von Viereck (1766–1854), die als junge Frau einst zu den Favoritinnen Friedrich Wilhelms II. gezählt hatte und am 30. März 1834 zur Gräfin erhoben wurde.
Hilfreich für Luises Eingewöhnung in die neue Situation war, dass Friedrich Wilhelm im privaten Bereich jede Art von hergebrachter Förmlichkeit ablehnte. Das Paar pflegte einfache, in diesen Kreisen ungewöhnliche Umgangsformen. Man duzte sich und sprach voneinander als von „meinem Mann“ und „meiner Frau“. Spaziergänge ohne Gefolge auf der Straße Unter den Linden, Besuche von Volksbelustigungen wie dem Berliner Weihnachtsmarkt und dem „Stralauer Fischzug“ entsprachen offensichtlich ihren persönlichen Neigungen und wurden von der Bevölkerung beifällig zur Kenntnis genommen. Ihr Hang zur Einfachheit bestimmte auch die Auswahl der Wohnsitze. In Berlin zogen sie das Kronprinzenpalais dem Schloss vor, die Sommermonate verbrachten sie vorzugsweise nahe der Residenzstadt Potsdam im Schloss Paretz, einem frühklassizistischen Landschloss, welches für seine Papiertapeten berühmt ist. Das einfache Schloss, das wegen seiner Lage von Zeitgenossen auch den Beinamen „Schloss Still-im-Land“ erhielt, bot Friedrich Wilhelm Erholung von seinen Amtsgeschäften und Luise die Landluft und Ruhe, die sie besonders während ihrer zahlreichen Schwangerschaften schätzte.
Als Mutter erfüllte Luise alle Erwartungen, die an sie gestellt wurden. In knapp 17 Ehejahren brachte sie zehn Kinder zur Welt, sieben von ihnen erreichten das Erwachsenenalter – eine für damalige medizinisch-hygienische Verhältnisse überdurchschnittlich hohe Quote –, einige gelangten in höchste Positionen. Ihr ältester Sohn Friedrich Wilhelm war von 1840 bis 1861 König von Preußen, der Nächstgeborene Wilhelm folgte seinem Bruder auf dem Thron und wurde 1871 Deutscher Kaiser. Die Tochter Friederike Charlotte heiratete 1817 den Thronfolger Nikolaus von Russland und wurde so 1825 unter dem Namen Alexandra Fjodorowna russische Zarin. Die Kinder waren immer in der Nähe der Eltern aufgewachsen. Obwohl ihre Bildung weitgehend angestellten Erziehern überlassen wurde und das Verhältnis des Königs zu den Kindern zuweilen als recht distanziert beschrieben wird, bot man doch das Bild einer kinderreichen, glücklichen Familie, ein Muster für die entstehende bürgerliche Gesellschaft des 19. Jahrhunderts.

### Die junge Königin

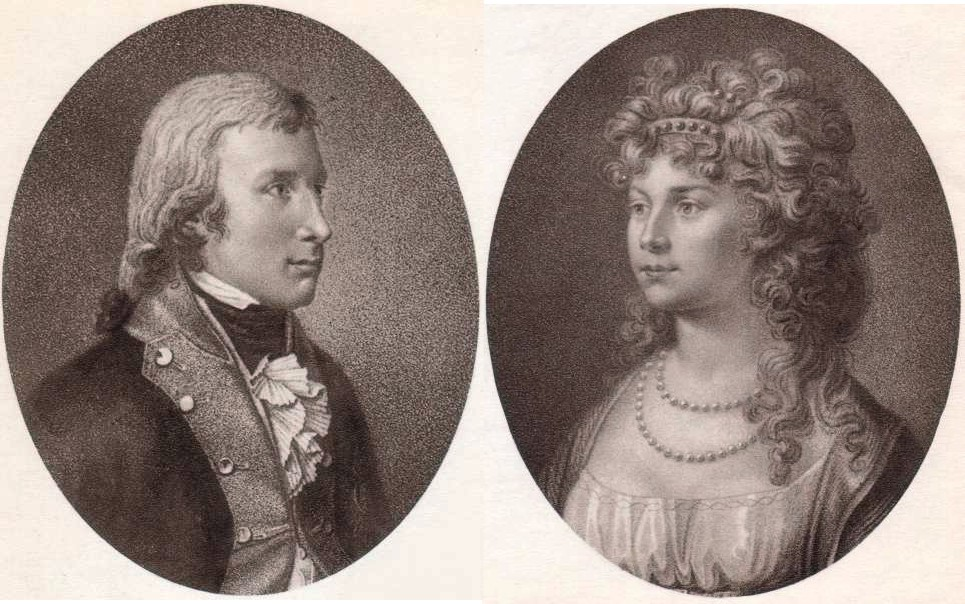
Das Königspaar 1798 (Stich: Meno Haas)

Am 16. November 1797 starb Friedrich Wilhelm II. Sein Tod wurde in Preußen nicht nur betrauert. Mit seiner unglücklichen Außenpolitik, mit Mätressenwirtschaft und Verschwendungssucht hatte er das Land und dessen Ansehen stark beschädigt. Sein Sohn, Friedrich Wilhelm III., war bei Regierungsantritt erst 27 Jahre alt, schüchtern in der Öffentlichkeit und sprachlich wenig ausdrucksfähig, unschlüssig vor Entscheidungen und kaum darauf vorbereitet, ein problembeladenes Königreich in schwieriger Zeit zu regieren; an seiner Seite wurde Luise mit 21 Jahren Königin.
Die letzte wichtige außenpolitische Handlung Friedrich Wilhelms II. war der separate Friedensschluss von Basel 1795. Preußen verließ die Allianz, die sich im Ersten Koalitionskrieg gegen Frankreich formiert hatte, die linksrheinischen Landesteile gingen verloren, das nördliche Deutschland wurde für neutral erklärt. Der auf diese Weise erkaufte Frieden verschaffte Preußen und Norddeutschland zehn „stille Jahren“, wie sie im Rückblick genannt wurden. Die Innenpolitik des neuen Königs war bestimmt durch strikte Sparsamkeit, zu den überfälligen, grundlegenden Reformen in Verwaltung und Armee konnte er sich nicht entschließen. Nach außen setzte er auf Neutralität um beinahe jeden Preis.
Sorgen bereitete Luises Schwester Friederike, zu der die Königin seit jeher ein besonders enges Verhältnis gehabt hatte. Prinzessin Louis, wie sie seit ihrer Heirat genannt wurde, war nach einer kurzen, lieblosen Ehe 1796 mit 18 Jahren Witwe geworden. In ihrem Witwensitz Schloss Schönhausen hatte sie zahlreiche Affären. „Sie weiß sich nur zu gut zu trösten“, schrieb die Gräfin Voß in ihr Tagebuch. Schließlich kam es zum Eklat: Friederike erwartete ein uneheliches Kind. Luise erfuhr erst spät, kurz vor Weihnachten 1798 davon und war vor allem von dem Mangel an Vertrauen ihr gegenüber tief enttäuscht. Friederike musste eilig den Prinzen Solms-Braunfels, den mutmaßlichen Kindsvater, heiraten, sie verlor Titel und Hofstaat, das Paar hatte Berlin zu verlassen, die beiden Kinder aus erster Ehe blieben in der Hauptstadt. In einer dritten Ehe mit dem Herzog von Cumberland wurde Friederike schließlich 1837 Königin von Hannover.
Zu der beim Regierungsantritt eines preußischen Königs erforderlichen Huldigung im Königreich Preußen brach Friedrich Wilhelm erst am 24. Mai 1798 auf. Er wollte Luise bei sich haben, aber nicht im Winter reisen. Weil die im siebten Monat schwangere Luise langsamer war, fuhren beide zeitweise getrennt durch Pommern nach Danzig, dann gemeinsam weiter nach Königsberg. Dort fand am 5. Juni im Königsberger Schloss die Huldigung statt. Anschließend reiste das Paar über Warschau nach Schlesien. Im Jahr 1799 folgten von Mai bis Juli die westlichen Landesteile, Ansbach-Bayreuth und Thüringen. Im August 1800 wurde die Schneekoppe in Schlesien erstiegen, eine Exkursion, die Luise später als einen besonders glücklichen Moment ihres Lebens bezeichnete. Die Bevölkerung zeigte sich auf allen diesen Reisen begeistert über die äußere Erscheinung und das Auftreten der Königin. Ähnliche Begeisterung rief sie auch in der Hauptstadt hervor, auch unter den Angehörigen des Diplomatischen Corps. Ein Sekretär der britischen Gesandtschaft schrieb seinen Schwestern: „In der Berliner Gesellschaft, besonders unter den jüngeren Leuten, herrscht ein Gefühl ritterlicher Ergebenheit gegen die Königin […] Wenige Frauen sind mit so viel Lieblichkeit begabt als sie […] Doch ich muß inne halten, oder ihr werdet denken, daß mir der Kopf verdreht ist, wie es schon so viele Köpfe sind, durch die Schönheit und Anmuth der Königin Luise von Preußen.“
Inzwischen hatte der Druck Napoleons auf Norddeutschland wieder zugenommen. Ein Bündnis Preußens mit Russland schien ein geeignetes Gegenmittel zu sein. Im Mai und Juni 1802 hielten sich Friedrich Wilhelm III. und Königin Luise in Memel auf und trafen dort mit Zar Alexander I. von Russland zusammen. Die politisch recht bedeutungslose Begegnung hat dennoch in Luises Lebensbeschreibungen nachhaltige Spuren hinterlassen. Die Königin war höchst beeindruckt von dem jungen Zaren. In ihren Aufzeichnungen liest man: „Der Kaiser ist einer der seltenen Menschen, die alle liebenswürdigen Eigenschaften mit allen echten Vorzügen vereinigen […] Er ist wunderbar gut gebaut und von sehr stattlicher Erscheinung. Er sieht aus wie ein junger Herkules.“ Der Zar seinerseits war von Luise fasziniert. Friedrich Wilhelm III. reagierte nicht eifersüchtig, sondern stolz, wie immer, wenn seine Frau bewundert wurde. Mehrere Biografen deuten die Frage an, ob zwischen Luise und Alexander ein intimes Verhältnis bestanden haben könnte. Die Antwort ist immer: mit an Sicherheit grenzender Wahrscheinlichkeit nicht.
In den Jahren 1803 bis 1805 führten verschiedene Reisen das Königspaar in die fränkischen Besitzungen, nach Darmstadt, nach Thüringen und Schlesien. Vom 25. Oktober bis zum 4. November 1805 war Zar Alexander in Potsdam, um den König für ein neues Kriegsbündnis zu gewinnen, das Österreich und Russland gegen Napoleon geschlossen hatten. Friedrich Wilhelm III. zögerte, befahl aber vorsorglich die Mobilmachung. Im Dezember 1805 wurden Russen und Österreicher in der Dreikaiserschlacht bei Austerlitz geschlagen. Im Juni und Juli 1806 waren Friedrich Wilhelm und Luise zur Kur in Bad Pyrmont – spätestens hier endeten die „stillen Jahre“ in Preußen.

### Krieg und Flucht
Am 12. Juli 1806 wurde in Paris der Vertrag über den Rheinbund geschlossen, Napoleon dehnte seinen Einflussbereich im deutschen Gebiet erheblich aus. Preußen fühlte sich provoziert, der König war jedoch noch immer unentschlossen; erst auf Drängen verschiedener Berater wie Minister Freiherr vom Stein, Generalleutnant Ernst von Rüchel und Prinz Louis Ferdinand von Preußen sowie unter dem Einfluss seiner Frau, die in Napoleon ein „moralisches Ungeheuer“ sah, änderte er seine Meinung und erklärte Frankreich am 9. Oktober 1806 den Krieg. Als Mittelpunkt dieser sogenannten „Kriegspartei“ erreichte Luise von Mecklenburg-Strelitz wohl den Höhepunkt ihres politischen Einflusses. Nur fünf Tage später erlitten die schlecht geführten, getrennt kämpfenden preußischen Truppen bei Jena und Auerstedt vernichtende Niederlagen, die Reservearmee wurde bei Halle geschlagen und fast alle befestigten Städte ergaben sich kampflos. Am 27. Oktober 1806 zog Napoleon als Sieger in Berlin ein.
Friedrich Wilhelm III. und Luise hatten sich in der Nähe des Kriegsschauplatzes aufgehalten, im Chaos des Zusammenbruchs mussten sie sich auf getrennten Wegen retten. Luise gelangte mit den Kindern, ihrem Leibarzt Christoph Wilhelm Hufeland und der Gräfin Voß über mehrere Zwischenstationen – Auerstedt, Weimar und Blankenhain – nach Königsberg. Dort erkrankte sie schwer am „Nervenfieber“, wie man damals den Typhus nannte.
Noch während ihrer Krankheit drohte Napoleon mit seiner Armee Königsberg zu erreichen. Hufeland bot an, mit der Königin zurückzubleiben, sie lehnte ab: „Ich will lieber in die Hände Gottes fallen, als dieses Menschen.“ Als Fluchtort kam nur noch Memel im äußersten Nordosten des Landes in Frage. Bei starkem Frost und Schneetreiben musste die Gruppe um die schwerkranke Luise den Weg über die Landzunge der Kurischen Nehrung zurücklegen, die im Winter kaum passierbar war. Nach drei anstrengenden Tagen und höchst unbequemen Nächten war das Ziel erreicht, und Hufeland stellte überrascht sogar eine gewisse Besserung im Befinden der Königin fest. Auch diese Episode gehört, mehr oder weniger dramatisch erzählt oder illustriert, zum festen Bestand aller Biografien und Legenden über Luise, ebenso wie ihr Zusammentreffen mit Napoleon.

### Luise und Napoleon in Tilsit
Friedrich Wilhelm III. gelangte auf anderen Wegen nach Memel, dort traf das Königspaar auch mit dem russischen Zaren zusammen, der seine unbedingte Unterstützung zusagte. Aber am 14. Juni 1807 besiegte Napoleon in der Schlacht bei Friedland die Armee Alexanders zusammen mit den letzten Resten der preußischen Truppen. Die anschließenden Friedensverhandlungen fanden in einem Prunkzelt auf einem Floß im Fluss Memel (Njemen) statt. Der preußische König war zunächst nur als Randfigur zugelassen, als Russland seinen Sonderfrieden mit Napoleon abschloss. Weil vorauszusehen war, wie rücksichtslos der französische Kaiser mit dem schon zuvor besiegten Preußen umgehen würde, unterbreitete der preußische Unterhändler Graf Kalckreuth dem König seine Ansicht „dass es von guter Wirkung sein würde, wenn Ihre Majestät die Königin hier sein könnten, und zwar je eher, je lieber“. Nun hatte aber Friedrich Wilhelm seiner Frau kurz zuvor nach Memel geschrieben, wie er Napoleon erlebt hatte: „Ich habe ihn gesehen, ich habe mit diesem von der Hölle ausgespienen Ungeheuer, das von Beelzebub gebildet wurde, um die Plage der Erde zu werden, gesprochen! […] Nein, niemals habe ich eine härtere Prüfung erfahren …“ Trotzdem leitete er den Vorschlag Kalckreuths weiter. Luise antwortete: „Ihr Brief mit der Beilage von K. erreichte mich gestern abend spät. Sein Inhalt hatte die Wirkung, die Sie vorausgesehen haben. Dennoch hat mein Entschluß im selben Augenblick festgestanden. Ich eile, ich fliege nach Tilsit, wenn Sie es wünschen.“

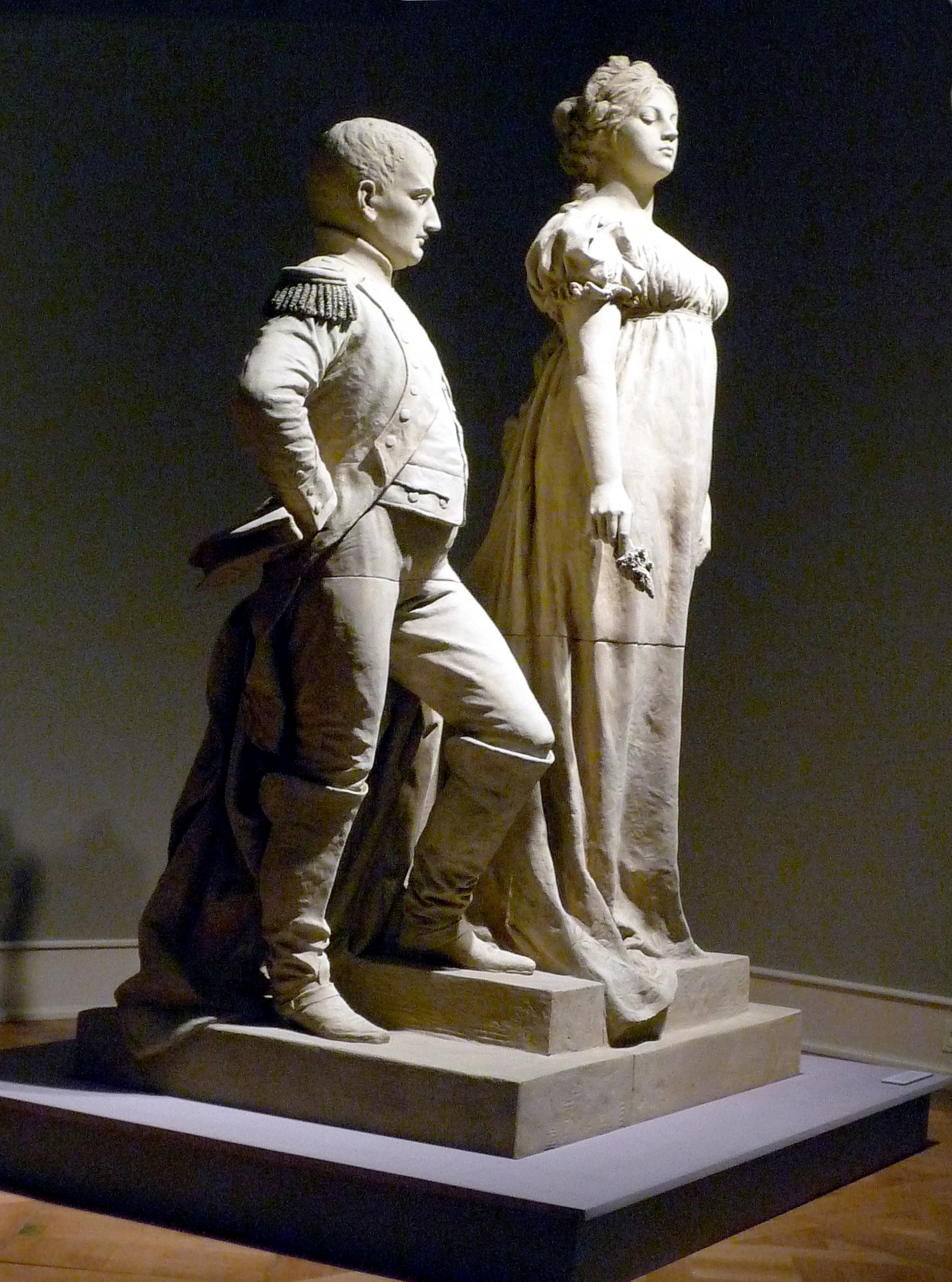
Königin Luise und Napoleon in Tilsit, Denkmalentwurf von Gustav Eberlein, 1899

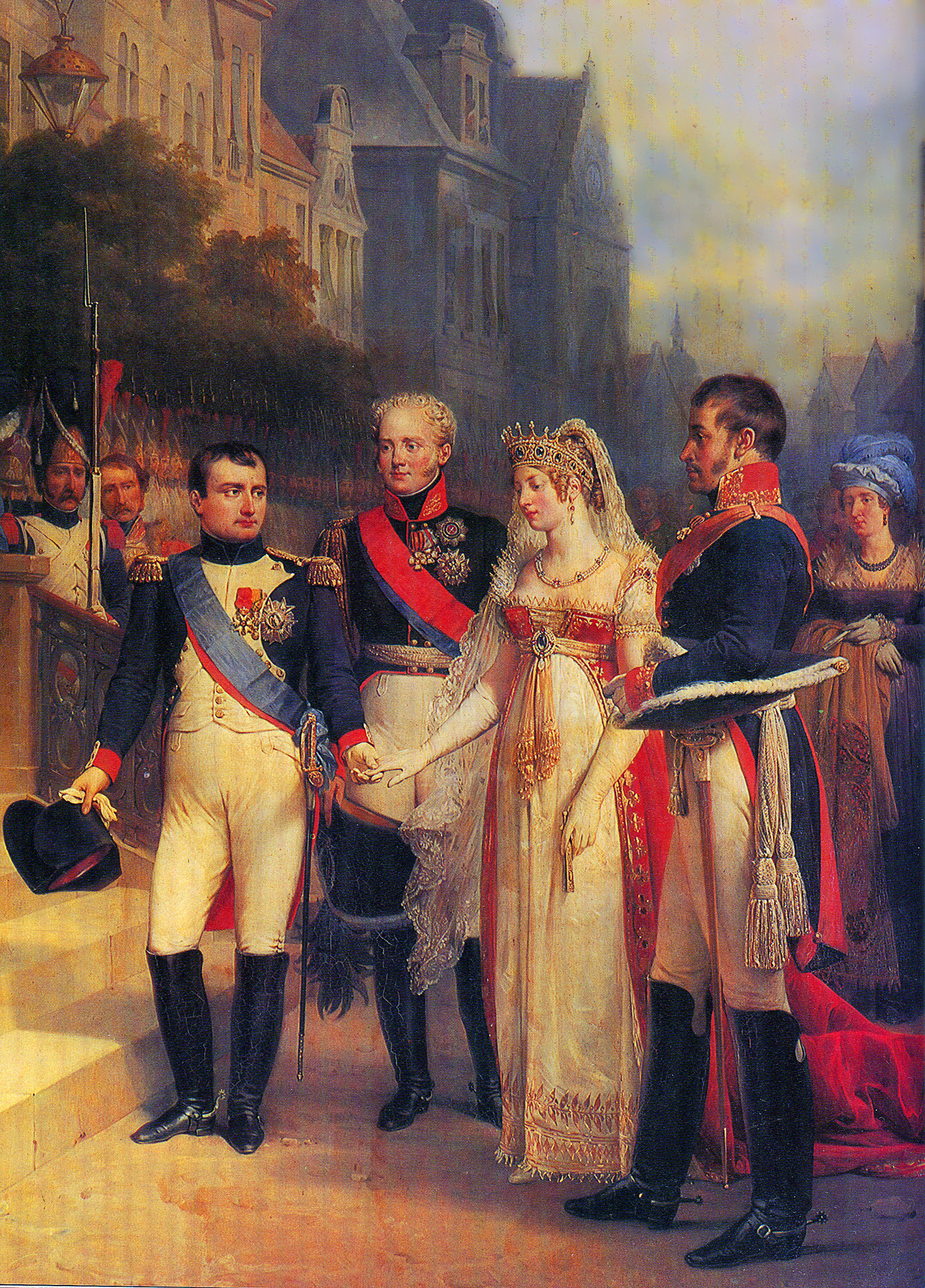
Empfang beim Frieden von Tilsit 1807: Napoleon, Alexander I. von Russland, Luise und Friedrich Wilhelm III. Gemälde von Nicolas Gosse.

Die Begegnung mit Napoleon fand am 6. Juli 1807 in Tilsit statt, im Haus des Justizkommissionsrats Ernst Ludwig Siehr, Deutsche Straße 24, das Napoleon während der Friedensverhandlungen bewohnte. Luise trug ein silberdurchwirktes weißes Kreppkleid und wirkte auf Augenzeugen, trotz ängstlichster Spannung, schöner als je zuvor. Der leitende Minister Karl August von Hardenberg hatte sie eingehend auf die Unterhaltung vorbereitet. Er hatte ihr geraten, liebenswürdig zu sein, vor allem als Ehefrau und Mutter zu sprechen und keinesfalls ein betont politisches Gespräch zu führen. Die Königin erlebte eine Überraschung. Statt des gefürchteten Ungeheuers stand ihr mit Napoleon ein beeindruckender, offensichtlich hochintelligenter, angenehm plaudernder Mann gegenüber. Luise bat um maßvolles Vorgehen bei den Friedensbedingungen, Napoleon blieb unbestimmt in seinen Antworten, machte der Königin jedoch Komplimente wegen ihrer Garderobe. Als er fragte, wie die Preußen so unvorsichtig sein konnten, ihn anzugreifen, gab Luise die oft zitierte Antwort: „Der Ruhm Friedrichs des Großen hat uns über unsere Mittel getäuscht.“
Später äußerte sie sich positiv über ihre persönlichen Eindrücke bei der Unterredung. Und da auch der Kaiser sich beeindruckt zeigte, endete hier jedenfalls die Zeit gegenseitiger Beleidigungen – abgesehen von einer späteren Bemerkung Napoleons, wonach er geglaubt habe, „Hardenbergs Papagei“ zu hören. Zuvor hatte Napoleon sich wiederholt und öffentlich sehr abfällig über Luise geäußert – sie trage Schuld am Ausbruch des Krieges, sei „eine Frau mit hübschen Zügen, aber wenig Geist … Schrecklich muss sie von Gewissensbissen geplagt werden wegen der Leiden, die sie über ihr Land gebracht hat.“ Nach der Besetzung Berlins hatte er Teile ihrer dort aufgefundenen Privatkorrespondenz veröffentlichen lassen; Luise ihrerseits hatte aus ihrer tiefen Abneigung gegen Napoleon, aus ihrer Überzeugung von dessen Amoralität nie ein Geheimnis gemacht.
Konkrete Zugeständnisse erreichte die Königin nicht. Über das etwa einstündige Gespräch unter vier Augen berichtete der Kaiser seiner Frau Josephine nach Paris: „Die Königin von Preußen ist wirklich bezaubernd, sie ist voller Koketterie zu mir. Aber sei ja nicht eifersüchtig, ich bin eine Wachsleinwand, an der alles nur abgleiten kann. Es käme mir teuer zu stehen, den Galanten zu spielen.“ Tatsächlich waren die Bedingungen des Friedens von Tilsit vom 9. Juli 1807 für Preußen überaus hart. Der Staat verlor die Hälfte seines Territoriums und seiner Bevölkerung – alle Gebiete westlich der Elbe und die polnischen Besitzungen. Ein französisches Besatzungsheer musste versorgt werden. Die Zahlungsverpflichtungen von 400 Millionen Talern überstiegen bei weitem die Leistungsfähigkeit des Landes. Immerhin blieb Preußen als Staat erhalten – dank der Fürsprache des Zaren, dem sehr an einem Pufferstaat zwischen seinem Reich und Napoleon gelegen war.
Napoleon berichtet über den Bittgang der Königin:

„Wenn die Königin Luise zu Beginn der Verhandlungen nach Tilsit gekommen wäre, würde sie größeren Einfluss auf das Ereignis gehabt haben. Glücklicherweise kam sie erst an, als die Verhandlungen schon weit vorgeschritten waren, so dass ich in 24 Stunden den Vertrag abschließen konnte. […] ‚Preußen‘, sagte sie ‚war blind über seine eigne Kraft. Das Land hat versucht, einen Helden zu bekämpfen, sich den Geschicken Frankreichs zu widersetzen und die glückliche Freundschaft mit diesem Reich gering zu schätzen. Preußen ist dafür schwer gestraft worden. Der Ruhm Friedrichs des Großen und die glorreichen Erinnerungen haben zu sehr die Herzen der Preußen aufschwellen lassen. Sie haben den Ruin des Landes verursacht.‘ Sie bat, bettelte und flehte. Magdeburg besonders war der Gegenstand ihrer Bitten und Wünsche. Glücklicherweise trat ihr Gemahl ins Zimmer. Die Königin warf ihm einen bezeichnenden Blick zu und bedauerte, dass ihr Mann für sein Kommen eine so ungünstige Zeit gewählt hatte und wurde ärgerlich darüber. In der Tat beteiligte sich der König an der Unterhaltung und verdarb die ganze Geschichte, so dass ich befreit wurde. Ich hatte die Königin zum Essen eingeladen. Sie bot mir gegenüber allen ihren Geist auf, wovon sie viel besaß. Ihr ganzes Benehmen war sehr angenehm und ihre Koketterie war nicht ohne Reiz. Dennoch war ich entschlossen, fest zu bleiben; immerhin musste ich sehr Acht geben, das ich keine halben Versprechungen machte oder ein zweifelhaftes Wort aussprach, um so mehr, da ich scharf beobachtet wurde, und zwar ganz besonders durch Kaiser Alexander. Kurz bevor man sich zu Tisch setzte, trat ich an ein Tischlein heran, und entnahm einer Vase eine sehr schöne Rose, die ich der Königin anbot. Zunächst schien ihre Hand sie abweisen zu wollen, aber dann griff sie zu und sagte: ‚Ja, aber wenigstens mit Magdeburg.‘ Darauf antwortete ich: ‚Aber… ich möchte Eurer Majestät doch bemerken, dass ich es bin, der sie gibt und Sie, die sie annimmt.‘ Das Essen und die ganze übrige Zeit vergingen in dieser Weise. Die Königin saß bei Tisch zwischen den beiden Kaisern, die sehr galant mit ihr waren. Man hatte sie so gesetzt, dass der Kaiser Alexander sie verstehen konnte, denn auf dem einen Ohre hörte er kaum. Als der Abend gekommen war und die Königin sich zurückgezogen hatte, beschloss ich, obgleich ich mich immer von der größten Liebenswürdigkeit gezeigt hatte, mich aber oft zum Äußersten getrieben sah, der Sache ein Ende zu machen. Ich rief den Herrn von Talleyrand und den Fürsten Kurakin herbei und wurde sehr heftig und bemerkte ihnen, dass trotz alledem eine Frau und Galanterie in einer Weise eine Politik ändern können, die die Geschicke eines großen Landes anginge. Ich verlangte, dass man sofort abschlösse und den Vertrag unterzeichne. Es geschah, wie ich gewünscht hatte. Auf diese Weise hatte die Unterhaltung mit der Königin den Vertragsabschluss um 8 bis 14 Tage beschleunigt.

Am nächsten Tag fing die Königin an, ihre Angriffe zu wiederholen. Sie war außer sich, als sie vom Abschluss des Vertrages erfuhr. Sie weinte viel und wollte mich nicht wiedersehen und nicht zum zweiten Abendessen erscheinen. Alexander musste sie dazu bewegen. Sie war sehr empört und behauptete, dass ich mein Wort gebrochen hätte. Aber Alexander war stets dabei gewesen. Er war sogar ein gefährlicher Zeuge und bereit, zu meinen Gunsten zu sprechen. ‚Napoleon hat Ihnen nichts versprochen‘, sagte er zur Königin, ‚wenn Sie mir das Gegenteil beweisen können, so verpflichte ich mich, ihn dazu zu veranlassen, und ich bin überzeugt, dass er sein Versprechen einlösen wird.‘ – ‚Ja, er hat mir doch Hoffnung gemacht‘, sagte sie. – ‚Nein‘, antwortete Alexander, ‚und Sie haben ihm nichts vorzuwerfen‘. Endlich kam sie. Da ich mich nicht mehr zu verteidigen hatte, so war ich außerordentlich liebenswürdig zu ihr. Einige Augenblicke lang spielte sie die Beleidigte. Als das Essen beendet war und sie sich zurückziehen wollte, begleitete ich sie zum Wagen. Als ich auf der Treppe stehen blieb, drückte sie mir die Hand und sagte mit bewegter Stimme: ‚Da ich das Glück habe, dem Mann des Jahrhunderts und der Geschichte so nahe zu stehen, ist es da möglich, dass er mir die Freiheit und die Genugtuung lässt, ihm zu versichern, dass er mich fürs Leben gefesselt hat?‘ – ‚Gnädige Frau‘, entgegnete ich ernst, ‚ich bin zu bedauern, daran ist mein böser Stern schuld‘. Und mit diesen Worten nahm ich Abschied von ihr. An ihrem Wagen angekommen, warf sie sich schluchzend hinein, ließ Duroc rufen, den sie sehr schätzte und wiederholte ihre Klagen. Indem sie auf das Gebäude zeigte, das sie soeben verlassen hatte, sagte sie zu ihm: ‚In diesem Haus hat man mich schrecklich getäuscht.‘“

### In Ostpreußen
Nach dem demütigenden Friedensschluss sah Luise ihre Hauptaufgabe darin, den König, der oft verzweifelt war und von Abdankung sprach, aufzurichten und ihm durch ein glückliches Familienleben Rückhalt zu geben. Sie selbst schwankte zwischen Niedergeschlagenheit und Hoffnung. Im April 1808 schrieb sie in einem Brief an ihren Vater: „Für mein Leben hoffe ich nichts mehr … Die göttliche Vorsehung leitet unverkennbar neue Weltzustände ein und es soll eine andere Ordnung der Dinge werden, da die alte sich überlebt hat … und zusammenstürzt. Wir sind eingeschlafen auf den Lorbeeren Friedrichs des Großen … Es kann nur gut werden in der Welt durch die Guten … deshalb bin ich der Hoffnung, dass auf die jetzige böse Zeit eine bessere folgen wird …“ Noch dauerte die „böse Zeit“ in Königsberg an. Luise entbehrte die Geselligkeit von Berlin und vertrug das raue ostpreußische Klima nicht. Sie litt unter fiebrigen Erkältungen, Kopfschmerzen und Atemnot. In einem Brief an den Bruder klagte sie: „Das Klima Preußens ist … abscheulicher, als es sich ausdrücken lässt. … Meine Gesundheit ist völlig zerstört.“
Weil eine Rückkehr in das französisch besetzte Berlin dem preußischen König und seiner Familie als unmögliche Zumutung galt, regierte er den Staat von Königsberg aus. Freiherr vom Stein brachte die ersten, dringenden Reformen auf den Weg: 1807 die Bauernbefreiung, 1808 die Städtereform. Scharnhorst, Gneisenau und Boyen leiteten die Preußische Heeresreform. Luise war mit Einzelheiten dieser Neuerungen kaum befasst. Mit dem meist schroffen und cholerischen Stein hatte sie nur wenige Gemeinsamkeiten und notierte: „Er hält mich ohnehin für ein Weibchen, das sehr oberflächlich ist.“ Stein, der das eigene Gehalt und das seiner Beamten um die Hälfte kürzte, verlangte auch vom königlichen Haushalt kräftige Einsparungen. Bis auf den Schmuck der Königin wurde alles Entbehrliche verkauft. Im Winter 1808/1809 unternahm das Königspaar auf Einladung des Zaren eine achtwöchige Reise nach Sankt Petersburg. Stein hatte sich vergeblich gegen die Vergnügungsreise ausgesprochen und darauf hingewiesen, dass jeder verfügbare Geldbetrag im kriegszerstörten Ostpreußen dringend gebraucht werde. Luise genoss die Bälle, Diners und sonstigen gesellschaftlichen Veranstaltungen im Winterpalast. Sie sah den Kontrast zu ihrer eigenen Situation: „Es regnete Diamanten … Die Pracht jeder Art übersteigt alle Begriffe. Was es hier an Silberzeug, Bronzen, Spiegeln, Kristallen, Gemälden und Marmorstatuen gibt, ist enorm.“ Die Begegnungen Luises mit Zar Alexander I. verliefen, verglichen mit der gelösten Atmosphäre bei früheren Anlässen, recht kühl.

### Rückkehr
Nach dem Abzug der Franzosen aus Berlin im Dezember 1808 hatte der König zunächst eine Rückkehr nach Berlin vermieden, um das Vorübergehende der Situation Preußens zu unterstreichen. Erst nach dem Scheitern der Erhebung Österreichs 1809 kehrte die königliche Familie am 23. Dezember 1809 in die Hauptstadt zurück. Der Empfang durch die Berliner war überwältigend herzlich, sowohl bei der Ankunft am Schloss als auch während einer abendlichen Spazierfahrt durch die festlich illuminierte Stadt. Eine Vielzahl von Empfängen und Festessen, von Theater- und Opernaufführungen schloss sich an. Erstmals wurden zu solchen Festen auch nicht adlige Offiziere und bürgerliche Familien eingeladen.
Im Hinblick auf die unverändert düstere politische Lage schrieb Luise am 27. Januar 1810 in einem Brief an Hardenberg: „Wir sind immer noch höchst unglücklich. Indessen ist das Leben hier in Berlin erträglicher als in Königsberg. Es ist wenigstens ein glänzendes Elend mit schönen Umgebungen, die einen zerstreuen, während es in Königsberg wirklich ein wirkliches Elend war.“ Luise beteiligte sich aktiv an den Bemühungen, Hardenberg wieder in den preußischen Staatsdienst zu stellen, den er auf Betreiben Napoleons nach dem Frieden von Tilsit hatte verlassen müssen. In ihm sah sie den Berater, den ihr häufig unschlüssiger Mann brauchte. Trotz weiter bestehender Vorbehalte stimmte Napoleon schließlich zu – nur Hardenberg traute er zu, die enormen Kriegskontributionen aufzubringen, mit denen er Preußen belastet hatte.

### Letzte Reise und Tod

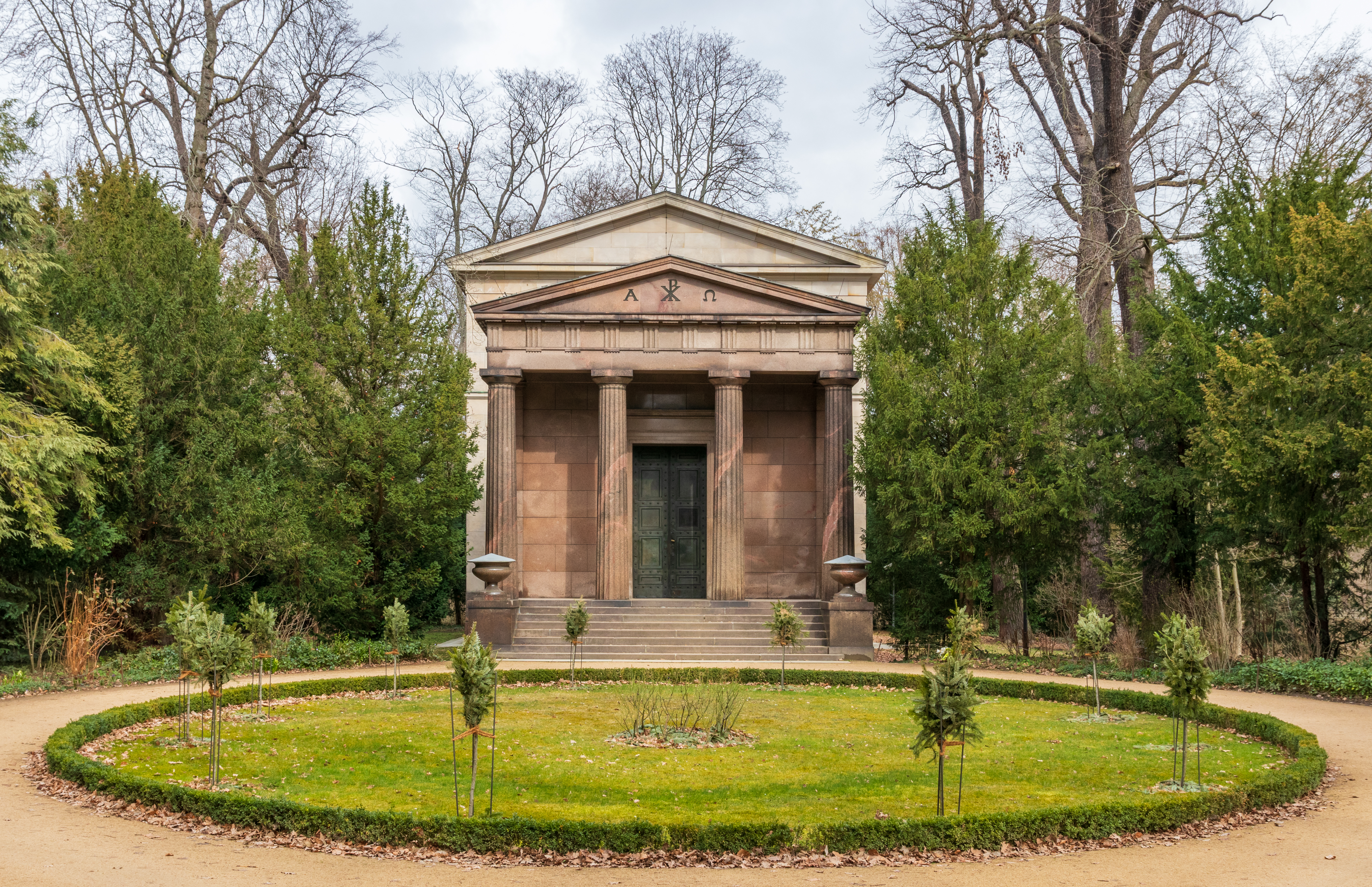
Luisenmausoleum im Schlosspark Charlottenburg

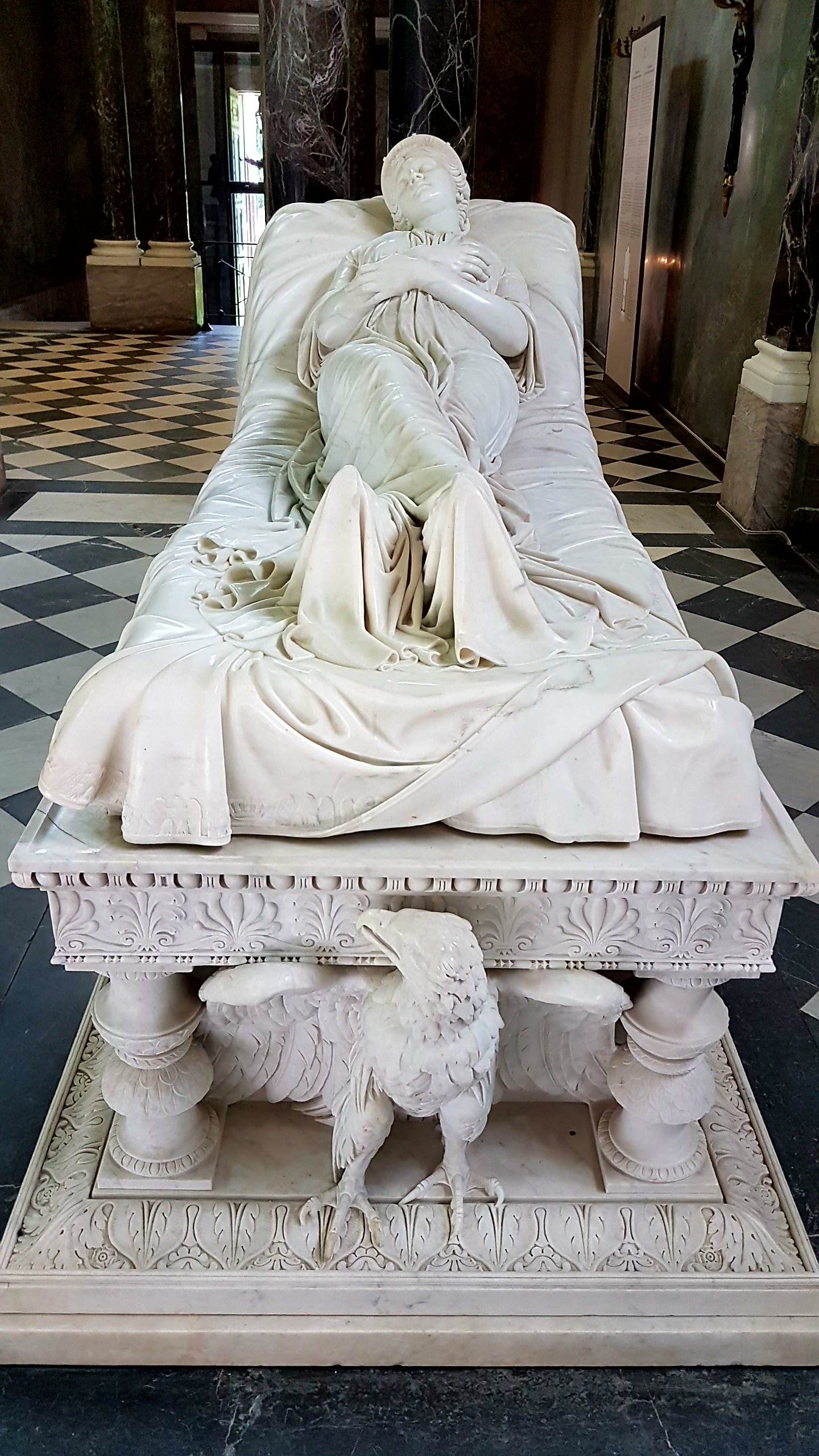
Luisengrabmal von Christian Daniel Rauch

Eine geplante Sommerreise nach Bad Pyrmont, wo Luise ihre Gesundheit wiederherzustellen hoffte, musste abgesagt werden, aus finanziellen wie aus politischen Gründen: Preußen war praktisch bankrott und in Pyrmont hielten sich damals zwei Brüder Napoleons auf. Statt dieser Reise wurde ein Ausflug nach Neustrelitz beschlossen, wo seit 1794 Luises Vater als Herzog regierte. Auch die Prinzessin George, die Großmutter aus Darmstadt, lebte inzwischen dort. Die Gräfin Voß, schon über achtzig Jahre alt, nahm an der Exkursion teil. In einem Brief an den Vater wird deutlich, wie sehr Luise sich auf diesen Familienbesuch freute: „Ich glühe vor Freude und schwitze wie ein Braten.“ Am 25. Juni 1810 kam sie in Neustrelitz an, der König wollte sich später einfinden. Nach kurzem Aufenthalt in der Residenzstadt zog man um nach Schloss Hohenzieritz, in die herzogliche Sommerresidenz. Nach zwei früheren Kurzbesuchen des Vaters in Hohenzieritz (1796 und 1803) war Luise zum dritten Mal im Land ihrer Vorfahren, dessen Namen sie im Fürstentitel führte.
Für den 30. Juni 1810 war ein Abstecher nach Rheinsberg beabsichtigt; die Fahrt musste jedoch ausfallen, Luise blieb fiebernd im Bett. Der örtliche Arzt diagnostizierte eine Lungenentzündung, die aber nicht lebensbedrohlich sei. Auch der aus Berlin herbeigerufene Leibarzt des Königs, Ernst Ludwig Heim, fand keinen Anlass zu ernster Besorgnis. Am 16. Juli wurde er abermals konsultiert, weil sich die Symptome – Erstickungsanfälle und Kreislaufstörungen – heftig verschlimmert hatten. Mit Eilkurier ließ die Gräfin Voß den König in Berlin benachrichtigen, kurz vor fünf Uhr am Morgen des 19. Juli 1810 traf er mit seinen beiden ältesten Söhnen in Hohenzieritz ein. Vier Stunden später starb Luise. Sie war 34 Jahre alt.
Bei der Obduktion ergab sich, dass ein Lungenflügel zerstört war, auch fand man eine Geschwulst im Herzen. Gräfin Voß schrieb dazu in ihr Tagebuch: „Die Ärzte sagen, der Polyp im Herzen sei eine Folge zu großen und anhaltenden Kummers.“ Unter großer Anteilnahme der Bevölkerung wurde der Leichnam nach Berlin überführt, drei Tage im Berliner Stadtschloss aufgebahrt und am 30. Juli im Berliner Dom beigesetzt.
Fünf Monate später, am 23. Dezember 1810, fand Luise ihre letzte Ruhestätte in einem Mausoleum, das inzwischen von Heinrich Gentz unter Mitarbeit von Karl Friedrich Schinkel im Park des Schlosses Charlottenburg neu errichtet worden war. Die Grabskulptur der Königin, ein Meisterwerk der Berliner Bildhauerschule, schuf Christian Daniel Rauch zwischen 1811 und 1814; Friedrich Wilhelm III. begleitete den Entstehungsprozess intensiv mit vielen Wünschen und Vorschlägen. Er selbst wurde 1840 an gleicher Stelle beigesetzt. Das Mausoleum entwickelte sich zum nationalen Wallfahrtsort und zur wichtigsten Kultstätte der Luisen-Verehrung.

## Nachkommen

Kinder von König Friedrich Wilhelm III. und Königin Luise von Preußen (ca. 1804). In der Mitte Kronprinz Friedrich Wilhelm, rechts daneben Prinz Wilhelm.

- Totgeburt einer Tochter (*† 7. Oktober 1794)
- Friedrich Wilhelm (* 15. Oktober 1795; † 2. Januar 1861), König ab 1840, ⚭ 1823 Prinzessin Elisabeth Ludovika von Bayern
- Wilhelm (* 22. März 1797; † 9. März 1888), König ab 1861, Deutscher Kaiser ab 1871, ⚭ 1829 Prinzessin Augusta von Sachsen-Weimar-Eisenach
- Charlotte (* 13. Juli 1798; † 1. November 1860), als Alexandra Fjodorowna ⚭ 1817 Zar Nikolaus I. von Russland
- Friederike (* 14. Oktober 1799; † 30. März 1800)
- Carl (* 29. Juni 1801; † 21. Januar 1883) ⚭ 1827 Prinzessin Marie von Sachsen-Weimar-Eisenach
- Alexandrine (* 23. Februar 1803; † 21. April 1892) ⚭ 1822 Großherzog Paul Friedrich von Mecklenburg-Schwerin
- Ferdinand (* 13. Dezember 1804; † 1. April 1806)
- Luise (* 1. Februar 1808; † 6. Dezember 1870) ⚭ 1825 Prinz Friedrich der Niederlande
- Albrecht (* 4. Oktober 1809; † 14. Oktober 1872)

⚭ 1830 Prinzessin Marianne von Oranien-Nassau
⚭ 1853 Rosalie von Rauch, spätere Gräfin von Hohenau, Tochter des preußischen Kriegsministers und Generals der Infanterie Gustav von Rauch und dessen zweiter Ehefrau Rosalie, geborene von Holtzendorff
Zu ihren Nachfahren gehören König Harald V., Königin Margrethe II., König Carl XVI. Gustav, König Felipe VI. und Charles III.

## Rezeption

### Erste Formen öffentlichen Gedenkens

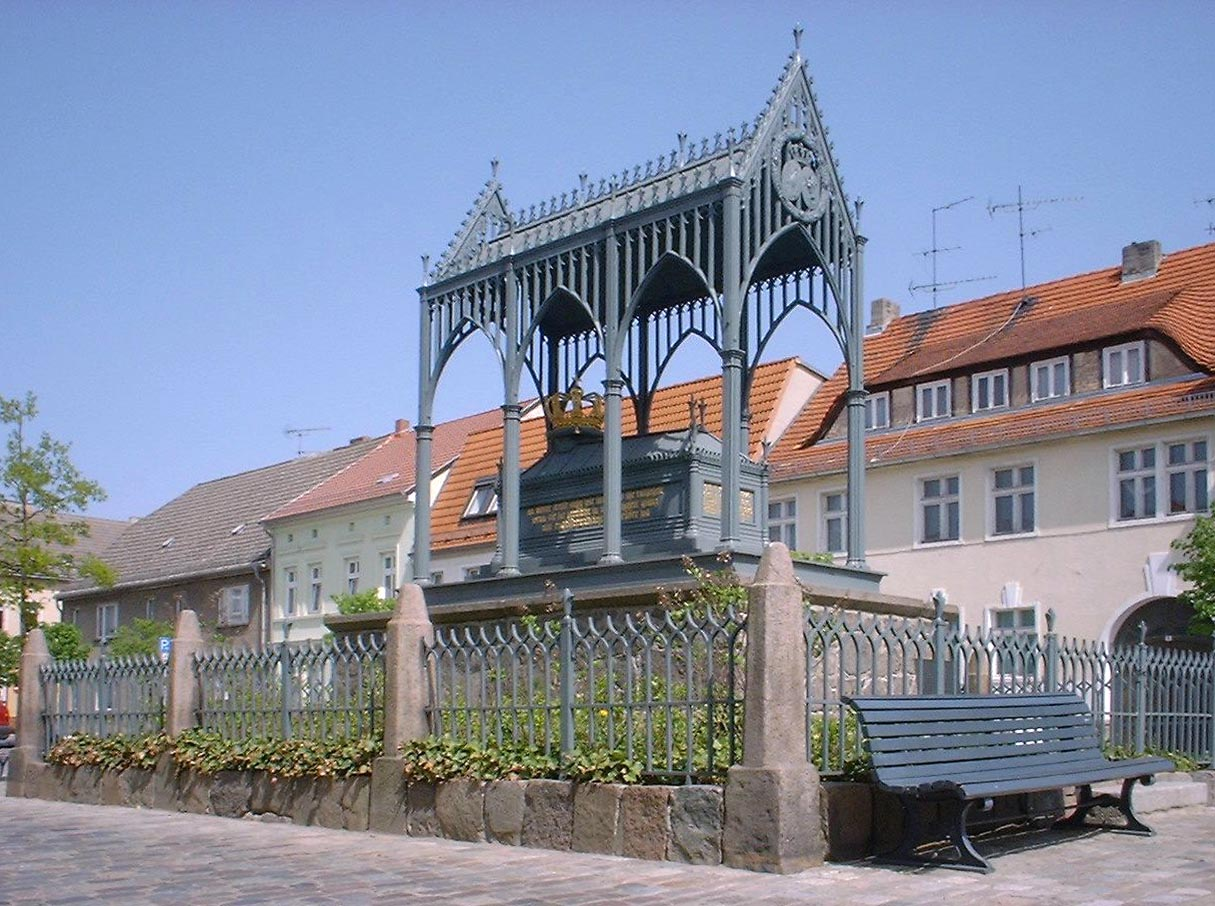
Das Denkmal in Gransee

Schon am 29. Juli 1810, zehn Tage nach Luises Tod, stellte die Bürgerschaft von Gransee den Antrag, ein Denkmal für Luise an jener Stelle zu errichten, wo der Leichenzug auf dem Wege nach Berlin in ihrem Ort nachts gehalten hatte. Der König stimmte zu, jedoch unter der Bedingung, dass nur freiwillige Beiträge, keine öffentlichen Gelder dafür verwendet werden sollten. Karl Friedrich Schinkel lieferte den Entwurf, die Königlich Preußische Eisengießerei in Berlin stellte das Denkmal her, die Einweihung fand am 19. Oktober 1811 statt.
Bald darauf gab Friedrich Wilhelm III. den Anstoß zum Gedenken an die Verstorbene in offizieller Form. Bis zu diesem Zeitpunkt hatten sich Gesten der Verehrung eher spontan, aus der Zuneigung der Bevölkerung heraus entwickelt. 1813 stiftete der König das Eiserne Kreuz, als Stiftungsdatum bestimmte er rückwirkend den 10. März, den Geburtstag Luises. Er selbst fertigte einen Entwurf an, Schinkel führte ihn aus. 1814 wurde der Louisenorden gestiftet, eine Auszeichnung, die für besondere Verdienste ausschließlich an Frauen verliehen wurde.

### Der Mythos

#### Die bürgerliche Königin
Die Geschichte der mythischen Verklärung Luises ist auch eine Geschichte wechselnder Motive. Zu Beginn waren es neben ihrer Schönheit und Anmut vor allem die Anzeichen von Einfachheit und Herzlichkeit, die als bürgerliche Tugenden begriffen wurden und ihr Beifall und Verehrung einbrachten. Die besondere Intensität dieser Verehrung lässt sich verstehen vor dem Hintergrund der Französischen Revolution und ihres Verlaufs. Das aufgeschlossene Bürgertum in Deutschland hatte durchaus Sympathien für die anfänglichen Vorstellungen der Revolutionäre. Als deren Forderungen schließlich in Gewalt und Terror mündeten, schlug die Stimmung in Deutschland um. Man wollte Reformen, aber ohne Gewalt. Man wünschte sich die Anerkennung bürgerlicher Wertvorstellungen, aber „von oben“, im Rahmen einer konstitutionellen Monarchie. Für diese Hoffnungen schienen Luise und ihre Familie ideale Leitbilder zu sein.
Bedeutende Dichter und Schriftsteller der Zeit – Novalis, Heinrich von Kleist, Jean Paul, August Wilhelm Schlegel und andere – huldigten der jungen Königin. Vor allem Novalis erregte Aufsehen mit seinem programmatischen Aufsatz Glaube und Liebe oder Der König und die Königin, der im Sommer 1798 in der neu gegründeten Monatszeitschrift Jahrbücher der Preußischen Monarchie unter der Regierung von Friedrich Wilhelm III. erschien. Er hatte seinem Text eine Reihe von überschwänglichen Gedichten an das Königspaar vorangestellt. In den anschließenden Prosa-Fragmenten entwarf Novalis das Bild einer Gesellschaft, in der Familie und Staat, Bürgertum und Monarchie durch Glaube und Liebe miteinander verbunden wären. Der König würde das Land reformieren, die Künste und die Wissenschaften fördern. Die Königin wäre in Schönheit, Sittlichkeit und häuslicher Tätigkeit das Identifikationsobjekt für alle Frauen, ihr Porträt sollte in allen Wohnzimmern hängen. Friedrich Wilhelm III. lehnte den Text ab. Sich selbst, seine Fähigkeiten und Absichten konnte er darin nicht wiedererkennen, Schmeicheleien mochte er nicht, und eine Monarchie auf parlamentarischer Grundlage entsprach nicht seinen Vorstellungen. Die geplante Fortsetzung des Aufsatzes in den Jahrbüchern ließ Friedrich Wilhelm nicht zu. Dennoch blieben Luise und er Hoffnungsträger für die Bürger Preußens.
Im Vergleich der zahlreichen Bilder, die von Luise bis zu ihrem Tod 1810 gemalt wurden, wird deutlich, dass kaum ein Porträt dem anderen gleicht. Diese Besonderheit war auch Zeitgenossen aufgefallen. In den Berliner Abendblättern vom 6. Oktober 1810 fand man eine Erklärung: „Bey Lebzeiten Ihrer Majestät ist es keinem Mahler gelungen, ein nur einigermaßen ähnliches Bild von Ihr hervorzubringen. Wer hätte es auch wagen dürfen, diese erhabene und doch so heitere Schönheit … wiedergeben zu wollen?“ Nach ihrem Tod, nachdem „die niederschlagende Vergleichung mit dem unerreichbaren Original nicht mehr stattfinden kann“, seien genauere Bilder möglich geworden. Solchen späteren Darstellungen lagen häufig Kopien der Totenmaske Luises zugrunde, die der herzogliche Architekt und Hofbildhauer Christian Philipp Wolff in Hohenzieritz abgenommen hatte.

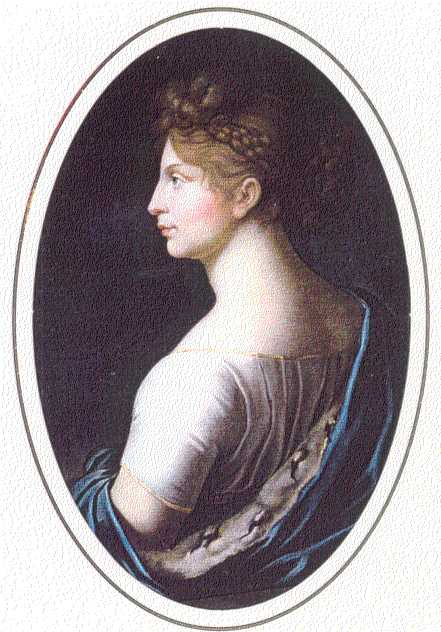
Luise 1796
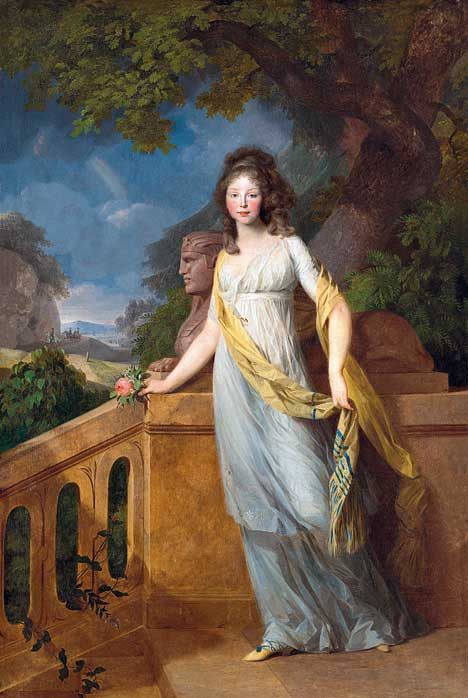
Luise 1796
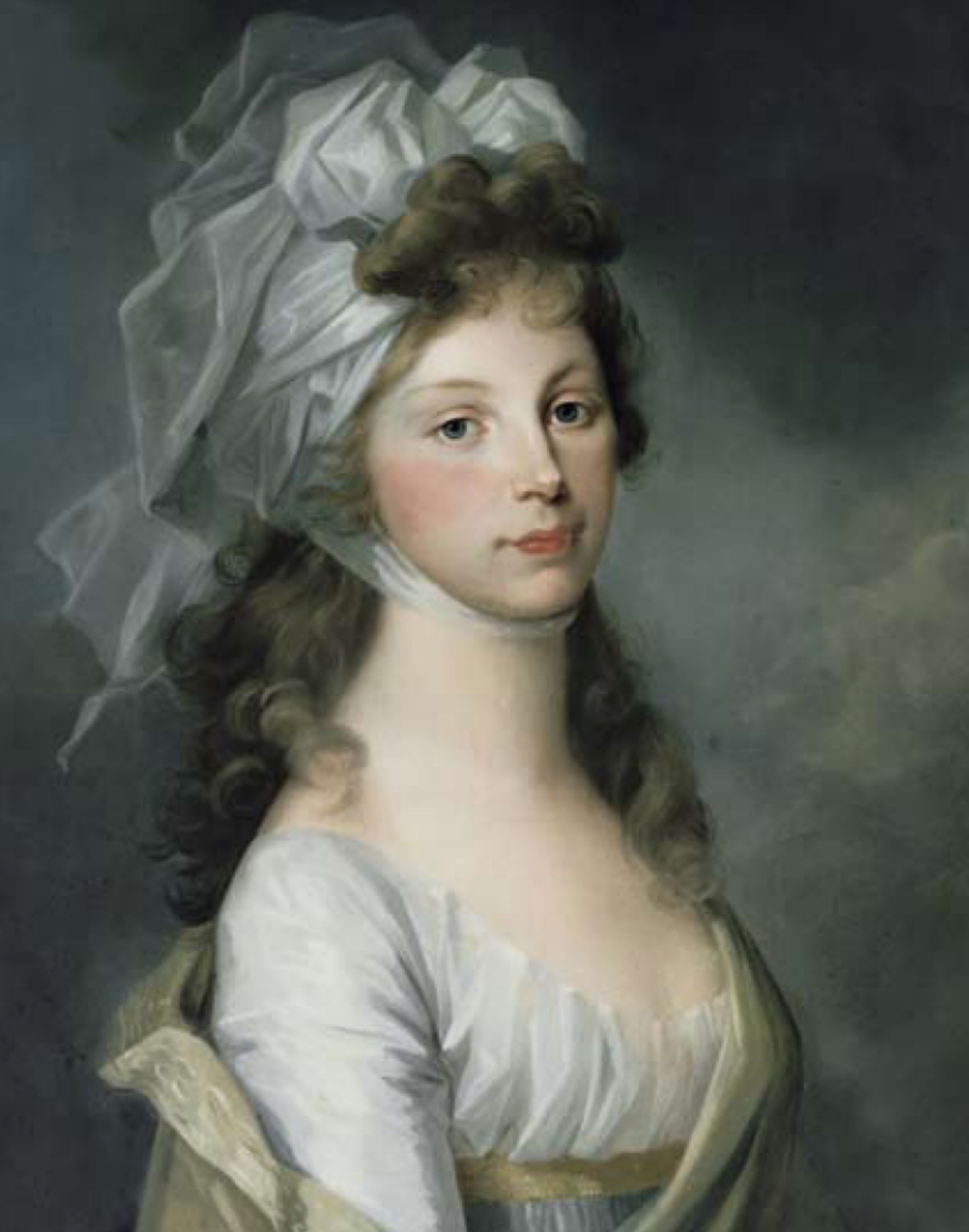
Luise 1797
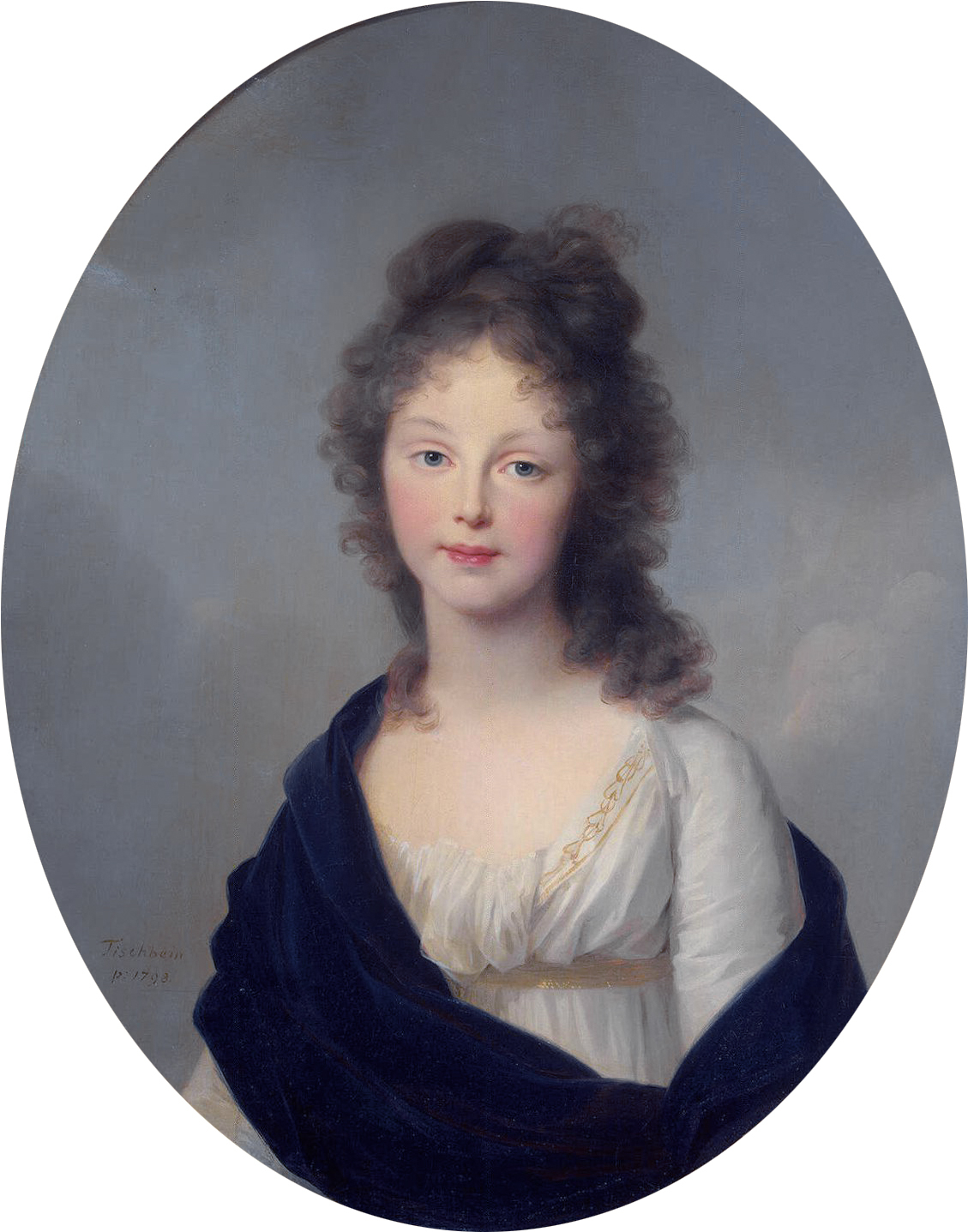
Luise 1798
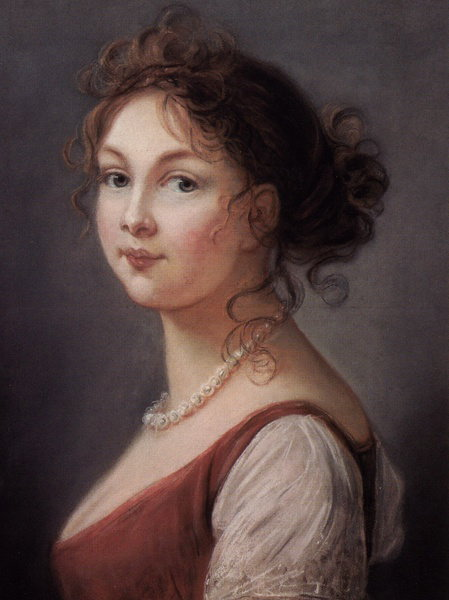
Luise 1801

#### Die Märtyrerin

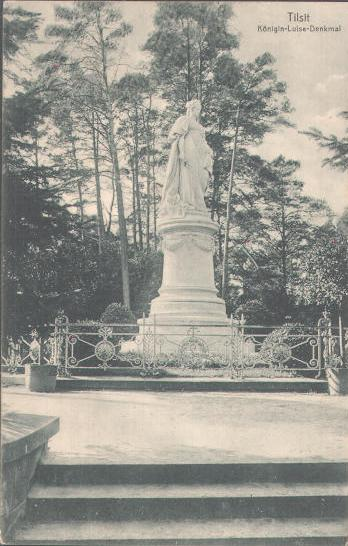
Standbild in Tilsit von Gustav Eberlein, 1945 zerstört

Mit der Niederlage Preußens gegen Napoleon trat ein neues Motiv in den Vordergrund des Luisen-Kults: die Bewährung in schwerer Zeit, die Verwandlung der anmutigen, lebensfrohen und bürgernahen Schönheit in eine anbetungswürdige Dulderin. Die Begriffe „Opfer“ und „Leiden“ waren zentrale Kategorien, die von Historikern und Künstlern jener Zeit benutzt wurden, um Luises Rolle auszudeuten: Nach dieser Auslegung nahm sie für ihr ganzes Land die Demütigungen auf sich, die von Frankreich ausgingen. In Tilsit trat sie mutig dem mächtigsten Mann Europas entgegen – entschiedener als ihr zögerlicher Mann – und opferte sich für ihr Volk bei dem vergeblichen Bittgang zu einem Feind, den sie als moralisches Ungeheuer betrachtete. Sie erfuhr am eigenen Leibe die Härten des Krieges und starb schließlich, so die weit verbreitete Interpretation des medizinischen Befundes, an gebrochenem Herzen.
In dieser Rolle wurde sie bald nach ihrem Tod zu einer Leitfigur der Befreiungskriege, wurden die Kriege zum Rachefeldzug für eine patriotische Märtyrerin stilisiert. Die Dichter der Freiheitskriege äußerten sich ganz in diesem Sinn. Theodor Körner wollte das Porträt Luises als „Heiligenbild für den gerechten Krieg“ auf die Fahnen der Freiheitskrieger heften und reimte: „Luise sei der Schutzgeist deutscher Sache. Luise sei das Losungswort der Rache.“ Friedrich de la Motte Fouqué, wie Körner freiwilliger Kriegsteilnehmer und Dichter, beschrieb die unter den Soldaten verbreitete „holde Sage, Königin Luise lebe, ihr Tod sei nur eine Täuschung gewesen … Wer hätte dem zu widersprechen vermocht?“ Und einer populären Anekdote zufolge rief der preußische Marschall Gebhard Leberecht von Blücher, als er nach der Schlacht bei Waterloo, also nach dem endgültigen Sieg über Napoleon, am 7. Juli 1815 Paris erreicht hatte, vom Montmartre herab: „Jetzt endlich ist Luise gerächt!“

#### Die preußische Madonna
Das Schulwesen war darauf abgestellt, das offiziell erwünschte Bild von Luise zu vermitteln und so für neue Generationen ständig zu reproduzieren. Der eigentliche Lernstoff wurde besonders in den Volksschulen auf das Notwendigste beschränkt, dafür Religion und Vaterländisches in den Vordergrund gestellt. Luise fand beinahe überall Erwähnung, als Lern-, Lese- und Erbauungsstoff in den Fächern Geschichte, Deutsch und Religion, aber auch in Mathematik und Geographie. Vaterländische Gedenktage vertieften die Bindung an das Vorbild Luise. Auf Anordnung der Schulbehörde fiel an ihrem 100. Geburtstag an allen Mädchenschulen der Unterricht aus, stattdessen hörten die Schülerinnen einen Vortrag über „das Lebensbild der erlauchten Frau …, welche in den Zeiten des tiefsten Leidens so opferfreudig an der Erhebung des Volkes mitgearbeitet und allen kommenden Geschlechtern ein hohes Beispiel gegeben hat“.
In einer Reihe von Gemeinden wurden anlässlich des hundertsten Todestages Luisen-Linden gepflanzt.
Lexika und Enzyklopädien stützten den Mythos. Sie traten mit dem Anspruch auf, objektives Wissen zu verbreiten, dienten aber auch der Legendenbildung. Schon in einem „Conversationslexicon“ von 1834 hieß es: „Früh schon war sie gewöhnt, alles Sichtbare, Irdische an ein Unsichtbares, Höheres und das Endliche an das Unendliche zu knüpfen“; und in einem „Damen Conversations Lexicon“ wurde Luise als „Engel des Friedens und der Milde“ und „Mutter aller ihrer Unterthanen“ beschrieben.
Allmählich gewann der Aspekt des Mütterlichen in der Verehrung Luises immer größere Bedeutung, entsprechend dem Anteil ihrer Söhne am Wiederaufstieg Preußens und bei der Reichsgründung. König Friedrich Wilhelm IV., ihr ältester Sohn, hatte 1848 erklärt: „Die Einheit Deutschlands liegt mir am Herzen, sie ist ein Erbtheil meiner Mutter.“

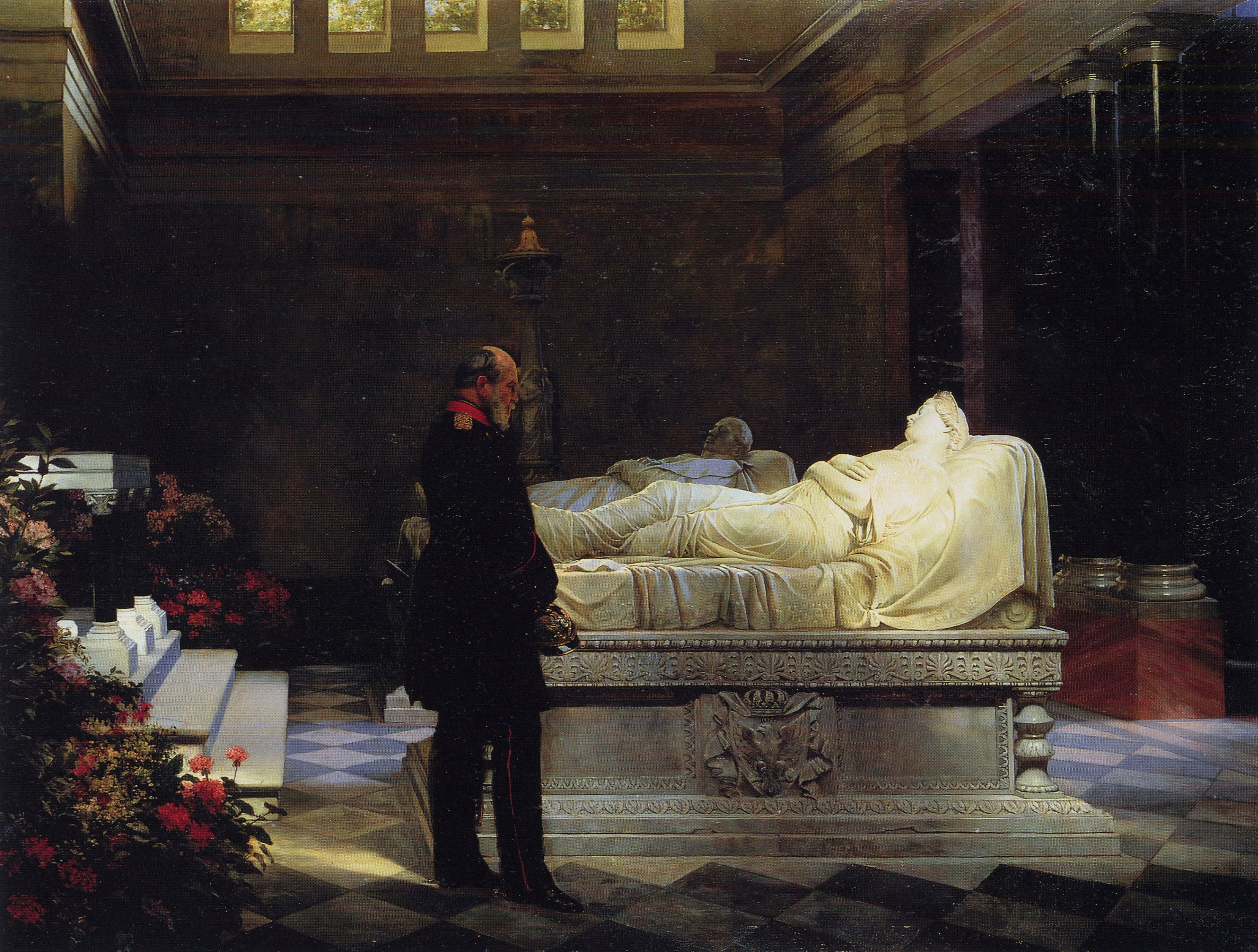
Anton von Werners Gemälde Am 19. Juli 1870: Wilhelm I. am Grab seiner Mutter Luise

Im Triumph des zweitältesten Sohnes, Wilhelm I., erreichte dann die symbolische Wirkung Luises ihren Höhepunkt. Napoleon III., der Neffe ihres großen Widersachers Napoleon Bonaparte, erklärte Preußen am 19. Juli 1870, also genau am 60. Jahrestag ihres Todes den Krieg. Wilhelm I. kniete, bevor er in den Krieg zog, am Sarkophag seiner Mutter nieder. Anders als 1806 endete der Feldzug für Preußen siegreich. Wilhelm wurde im Jahr darauf in Versailles zum Kaiser ausgerufen; bei seiner Rückkehr am 17. März 1871 suchte er in Berlin wiederum das Grab der Mutter auf. Nach diesen symbolbeladenen historischen Vorgängen gehörten Luises Leben und Wirken zu den unverzichtbaren und systematisch verbreiteten Gründungsmythen des Kaiserreichs, in der öffentlichen Darstellung führte eine direkte Linie von ihrem sogenannten Opfertod zum Sieg über Napoleon und zur Reichsgründung.

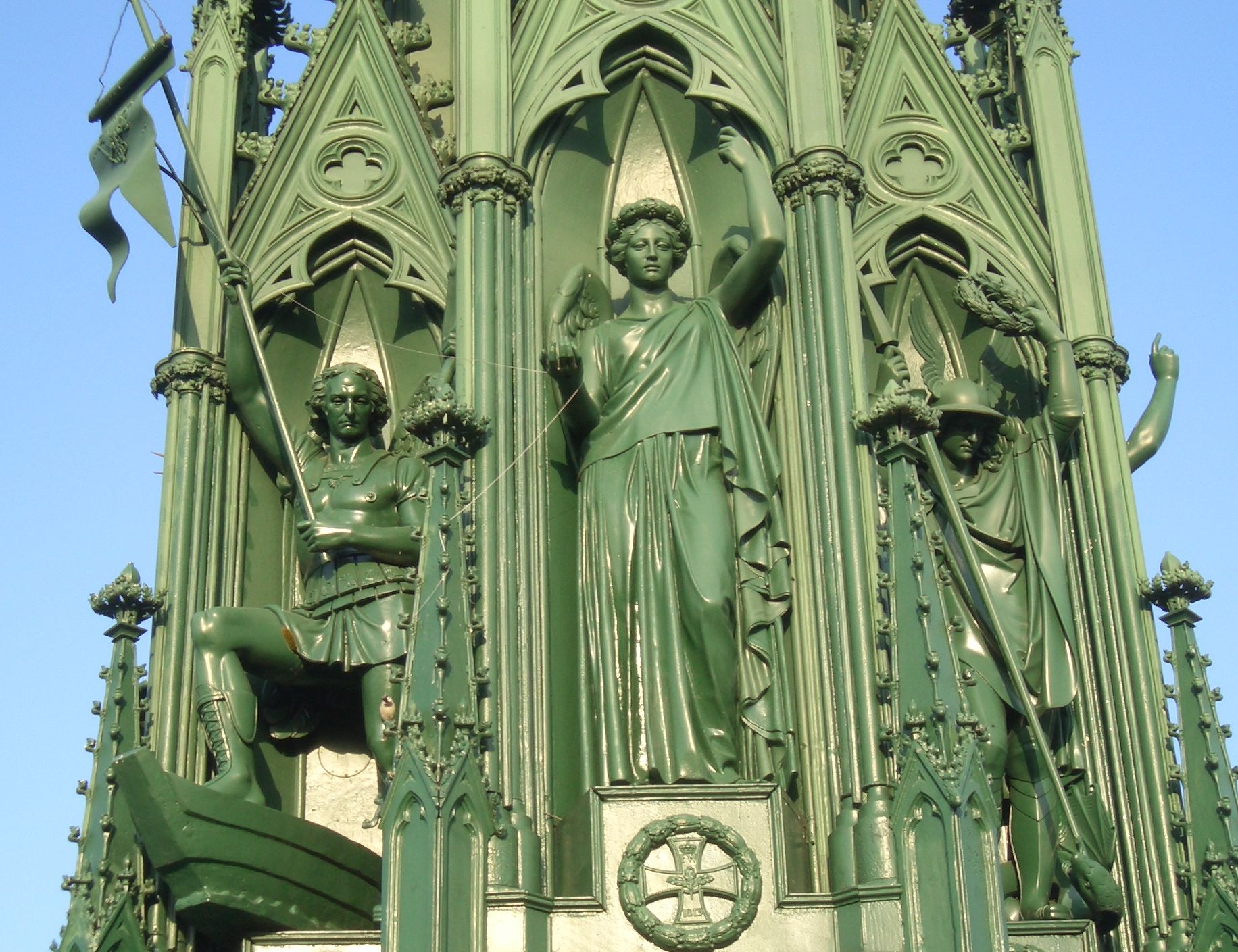
Luise als Genius des Friedens, Nationaldenkmal für die Befreiungskriege, 1820

Nachdem ihr Sohn Wilhelm Kaiser geworden war, häuften sich bildliche Darstellungen der Königin Luise in ihrer Rolle als Mutter. Maler wie Gustav Richter und Carl Steffeck, Bildhauer wie Erdmann Encke und Emil Hundrieser lieferten Beiträge zur Luisen-Verehrung. Besondere Resonanz fand die Statue „Königin Luise mit dem Prinzen Wilhelm“ von Fritz Schaper, die sogenannte Preußische Madonna – Luise schreitet hoheitsvoll eine Treppe herunter und hält den künftigen Kaiser wie das Jesuskind im Arm. Die Statue wurde 1897 als überlebensgroße Stuckfigur für eine Feststraße geschaffen, dann auf Anweisung des Kaisers Wilhelm II. in Marmor übertragen. Von diesem Werk wurden zahlreiche Verkleinerungen aus Elfenbeinmasse, Gips oder Marmor für den privaten Gebrauch angefertigt. Das Original ist heute verschollen.
Der Buchmarkt war überreichlich versorgt mit Trivialliteratur über Luise, meist für die weibliche Jugend bestimmt, oft süßlich illustriert. Man zählte 391 einschlägige Dichtungen, darunter als typisches Beispiel Königin Luise. Ein Lebensbild. Der deutschen Jugend gewidmet von Marie von Felseneck. Das Werk dieser Autorin von mehr als 50 Mädchenbüchern schloss mit den Worten „Ja, ein Engel an Sanftmut und Milde, an Schönheit und Majestät war die Verewigte […] und so lange noch deutsche Zungen von deutschen Fürstentugenden berichten, so lange wird der Name Königin Luise strahlen in heller, hoher Herrlichkeit“.
Qualitativ etwas anspruchsvoller und dabei höchst erfolgreich war der großformatige Bildband Die Königin Luise. In 50 Bildern für Jung und Alt der Uniform- und Schlachtenmaler Carl Röchling und Richard Knötel, der 1896 erstmals erschien.
Verschiedene Biografen und Historiker des 19. Jahrhunderts bemühten sich um eine differenziertere Betrachtungsweise, ohne dabei den staatlich vorgegebenen Mythos, den man als wertvoll für die Volksbildung gelten ließ, ernsthaft in Frage zu stellen. Der Schriftsteller Friedrich Wilhelm Adami verfasste eine Lebensbeschreibung, die auf Notizen der Caroline von Berg beruhte, 1851 erstmals erschien und 18 Neuauflagen erreichte. Der Autor ließ deutlich seine Verehrung für Luise erkennen, distanzierte sich aber auch von mancher legendenhaften Ausschmückung. 1876 hielt der Historiker Heinrich von Treitschke eine viel zitierte offizielle Festrede zum 100. Geburtstag Luises. Einleitend äußerte er zwar einige Vorbehalte gegenüber dem, was er „volkstümliche Überlieferung“ nannte, und erklärte, dass die Wissenschaft nicht einem Idealbild folgen dürfe, sondern die Grenzen auch edler Menschen zeigen müsse. Dann aber entfernte er sich kaum von den verbreiteten Lebensbeschreibungen, benutzte Wendungen wie die vom „verzehrenden Kummer über das Schicksal des Landes, (dem) ihr zarter Körper erlag“, und betonte als besonderen Vorzug die weibliche Passivität der Königin: „… doch nie mit einem Schritte übertrat sie die Schranken, welche der alte deutsche Brauch ihrem Geschlechte setzt. Es ist der Prüfstein ihrer Frauenhoheit, dass sich so wenig sagen lässt von Taten.“
Generell fehlten dem verklärten Bild Luises alle Züge direkter politischer Wirksamkeit, obwohl es zahlreiche Zeugnisse gibt für ihre Anteilnahme an den Bestrebungen der preußischen Reformer – insbesondere für Hardenberg hatte sie sich ja entschieden eingesetzt – und dafür, dass sie den oft unentschlossenen König zu wichtigen Entscheidungen zu veranlassen suchte, so auch zum Krieg gegen Napoleon. Friedrich-Wilhelm III. selbst hatte sich in seinen Erinnerungen deutlich zu dieser Frage geäußert: „Viele Menschen haben in dem Wahn gestanden, als ob meine Frau einen bestimmten Einfluss auf die Regierungsgeschäfte gehabt hätte“, tatsächlich sei dies aber absolut nicht der Fall gewesen. Luises tief empfundene Verbundenheit mit dem schweren Schicksal des Volkes wurde zwar immer wieder betont, jedoch auch die „weibliche“ Passivität ihrer Anteilnahme. „Früh hatte sie die Schranken eingesehen, welche sowohl die Natur als die menschlichen Verfassungen ihrem Geschlecht angewiesen haben.“ Ihre Wirksamkeit, hieß es, habe vor allem darin bestanden, dass sie dem König ein glückliches familiäres Umfeld bescherte.
Entsprechend standen als weiblich empfundene Elemente auch im Mittelpunkt verschiedener Institutionen, die sich auf Luise beriefen. Der Luisen-Orden wurde Frauen dafür verliehen, dass sie „den Männern unserer tapferen Heere … in pflegender Sorgfalt Labsal und Linderung“ verschafften. Neben mehreren Mädchenschulen trug ein Stift Luises Namen, das seit 1807 für „verwahrloste und verlassene Knaben“ sorgte, ebenso eine Stiftung von 1811, in der deutsche Erzieherinnen ausgebildet wurden – sie sollten in vornehmen Familien statt der französischen Gouvernanten tätig werden. Im Spendenaufruf für diese Stiftung wurde in Hinblick auf Luise besonders hervorgehoben „Ihr Sinn für Häuslichkeit, Ihre treue Liebe zum Gemahl und zu Ihren Kindern, Ihr Gefühl für Alles, was gut und edel und groß ist.“

#### Weimarer Republik und „Drittes Reich“
„In begrenztem Umfang diente Luise auch in der ersten deutschen Republik noch als Identifikationsfigur, obwohl die Verehrung nicht mehr staatlich unterstützt wurde. Ihre Standhaftigkeit in schwerer Zeit ließ sich auf die schwierige Situation nach dem verlorenen Ersten Weltkrieg übertragen. Als Leitbild wurde sie insbesondere von politischen Gruppierungen wie der Deutschnationalen Volkspartei und dem Bund Königin Luise in Anspruch genommen. Die DNVP war eine rechtskonservativ-monarchistische Partei, die 1933 geschlossen zur Einheitspartei des ‚Dritten Reiches‘, der Nationalsozialistischen Deutschen Arbeiterpartei übertrat; in ihren Wahlkämpfen hatte sie Plakate mit dem Bild der Königin Luise eingesetzt. Der Bund Königin Luise, eine monarchistische Frauenorganisation, existierte zwischen 1923 und 1934 und stand politisch dem demokratiefeindlichen Frontkämpferbund ‚Stahlhelm‘ nahe.
Während der nationalsozialistischen Gewaltherrschaft von 1933 bis 1945 verlor der Luisenkult weiter an Bedeutung. Man nahm es hin, wenn vereinzelt an Luise erinnert wurde, benutzte sie aber nicht für die eigene Propaganda, nicht einmal bei der Werbung für den staatlich angestrebten Kinderreichtum. Das tradierte Bild der passiv leidenden Frau passte nicht in das ideologische Konzept von männlicher Kraft und Härte, wie es in jener Zeit propagiert wurde.“

#### Ende des Mythos
„Die Luisen-Verehrung in ihrer traditionellen Form endete spätestens nach dem Zweiten Weltkrieg. 1947 lösten die siegreichen Alliierten den Staat Preußen formell auf. In beiden deutschen Nachkriegsstaaten wurde der Begriff Preußen zunehmend mit Militarismus und Untertanenmentalität assoziiert. In der Bundesrepublik Deutschland begann erst gegen Ende der 1970er Jahre eine differenziertere Bewertung der preußischen Geschichte, noch später folgte darin die DDR, in der man mit Relikten dieser Zeit besonders rigoros umgegangen war. Königin Luise war Mittelpunkt eines Mythos, der sich fast 150 Jahre lang mehr oder weniger direkt auf den ‚Erbfeind‘ Frankreich bezogen hatte. In der zweiten Hälfte des 20. Jahrhunderts war dieser Bezug gegenstandslos geworden. Auch das Frauenideal, das Luise verkörpern sollte – die Personalunion von treusorgender Ehefrau, vielfacher Mutter und unerschütterlich dem Vaterland dienender Dulderin – hatte seine Aktualität und Anziehungskraft verloren.“

### Kritische Stimmen
Mehr als ein Jahrhundert lang bestimmten uneingeschränktes Lob, Verehrung, beinahe schon Anbetung das Bild Luises in der Öffentlichkeit. Es gab aber, sozusagen im Hintergrund, immer auch abweichende Stimmen – sie betrafen die Person der Königin ebenso wie die zuweilen maßlose Verehrung, die ihr entgegengebracht wurde. Die kritische Einstellung des Freiherrn vom Stein ihr gegenüber hatte Luise selbst registriert. Ein anderer Kritiker aus eigenem Erleben war Friedrich August Ludwig von der Marwitz. Der General und erzkonservative Politiker, entschiedener Gegner der Stein-Hardenbergschen Reformen, hatte durch seine Frau Zugang zum preußischen Hof. An Luise beobachtete er den „Triumph der Schönheit und Anmut“, obwohl sie „nie in den Fall gekommen ist, Taten zu verrichten, die ihr eine so überschwängliche Liebe und Verehrung hätten zuwenden können“; auch sei sie kaum mit dem Volk in Berührung gekommen, außer „vielleicht durch einzelne Worte, die man von ihr hörte – und diese waren keineswegs geistreich“. Zudem missfiel ihm „ihre Eitelkeit. Sie war sich ihrer Schönheit bewusst […] und liebte den Putz mehr als nötig war.“
Von Alexander von Humboldt berichtete der Schriftsteller und Diplomat Karl August Varnhagen von Ense, er sei durch die heftige Luisenverehrung dazu veranlasst worden, sich negativ über Luises Charakter zu äußern. Theodor Fontane schätzte „Reinheit, Glanz und schuldloses Dulden“ der Königin, lehnte aber entschieden ab, was offensichtlich nicht mit der historischen Wahrheit übereinstimmte. In den Wanderungen durch die Mark Brandenburg schrieb er 1862: „Mehr als von der Verleumdung ihrer Feinde hat Luise von der Phrasenhaftigkeit ihrer Verehrer zu leiden gehabt. Sie starb nicht am ‚Unglück ihres Vaterlandes‘, das sie freilich bitter genug empfand. Übertreibungen, die dem Einzelnen seine Gefühlsregungen zuschreiben wollen, reizen nur zum Widerspruch.“ Der marxistische Historiker und Sozialdemokrat Franz Mehring griff die Episode auf, in der vom Stein 1808 angesichts der Notlage der Bevölkerung in Ostpreußen von der kostspieligen Reise des Königspaares nach Sankt Petersburg abgeraten hatte. Mehring sah in der Reise ein typisches Beispiel für die soziale Verantwortungslosigkeit des Königshauses. Die Verehrung Luises nannte er einen „byzantinischen Schwindel“.

### Gegenwart
Eine mythisch verklärte Kultfigur ist Luise heute nicht mehr. Sie wird jedoch als interessante, auch emotional anrührende Persönlichkeit der deutschen Geschichte wahrgenommen. Historiker und Literaten beschäftigen sich mit ihr – mit dem Menschen und mit dem Mythos. Institutionen, Straßen und Plätze tragen ihren Namen. Ein Wert der Briefmarken-Dauerserie „Frauen der deutschen Geschichte“ der Deutschen Bundespost, 1989 herausgegeben, zeigt ihr Porträt.
Souvenirhandel und Tourismus greifen besonders in Berlin wieder auf sie zurück. Eine Königin-Luise-Route, initiiert von der Verwaltung der Staatlichen Schlösser und Gärten Mecklenburg-Vorpommern und der Stiftung Preußische Schlösser und Gärten Berlin-Brandenburg, wurde bis zum 200. Todestag Luises im Jahr 2010 fertiggestellt: Zehn Stationen ihres Lebens zwischen Hohenzieritz im Norden und Paretz im Süden können auf dieser Strecke besichtigt werden. 2010 wurde auch die Sanierung des Mausoleums im Park des Schlosses Charlottenburg, einschließlich der gärtnerischen Wiederherstellung des Umfeldes nach historischen Maßstäben abgeschlossen. An ihrem Sterbeort, wo es eine Gedenkstätte gibt, und in Neustrelitz finden alljährlich Veranstaltungen zum Thema Königin Luise statt. Im Jahr 2001 wurden dort die Schlossgarten-Festspiele mit einem Operetten-Pasticcio über das Leben von Königin Luise eröffnet. Den Text schrieb Horst Vincon, die Musik stellte Christoph Dammann aus verschiedenen Werken von Johann Strauss, Jacques Offenbach und Walter Kollo zusammen.
Am 18. Juni 2009 wurde in Magdeburg ein in DDR-Zeiten abgerissenes Luisendenkmal wieder aufgestellt. Im Gedenkjahr 2010 wurden in Berlin und Brandenburg verschiedene Ausstellungen zum Thema Luise durchgeführt. Im Berliner Schloss Charlottenburg: Luise. Leben und Mythos der Königin. Auf der Pfaueninsel in Berlin: Die Inselwelt der Königin und im Schloss Paretz: Die Kleider der Königin. Am 200. Todestag (19. Juli 2010) wurde im Gedenken an Luise von Frauen aus ganz Deutschland in Crimmitschau der Königin-Luise-Bund gegründet. Zur Abgrenzung von den politischen Zielen des alten Bundes wurde bewusst eine andere Reihenfolge im Namen gewählt. Außerhalb von Schloss Hohenzieritz befindet sich in der Villa Vier Jahreszeiten in Crimmitschau eine der wenigen Dauerausstellungen zu Luise (Luisenverehrung in der Kaiserzeit mit umfangreicher Bibliothek).

## Stiftungen
Luise hatte selbst und es wurden nach ihrem Tode in ihrem Namen oder zu ihrem Gedenken Stiftungen ins Leben gerufen. Dazu gehören folgende Stiftungen:
- 1807 war sie Namenspatronin des Luisenstifts, einer „Erziehungs-Anstalt für arme Knaben“. Sie gab auf Bestreben der Gesellschaft der Humanitätsfreunde nicht nur ihren Namen, sondern übernahm auch den Unterhalt für vier Jungen.
- Nach ihrem Ableben wurde an ihrem ersten Todestag am 19. Juli 1811 die Luisen-Stiftung gegründet, eine „Anstalt zur Erziehung junger Mädchen“. Diese Stiftung besteht als Privatschule heute noch.
- Auf ihren Namen berief sich eine Stiftung, die jährlich an ihrem Todestag den armen und sogenannten Luisenbräuten einen Teil der oder die gesamte Aussteuer zahlte.

## Denkmäler und Ehrungen

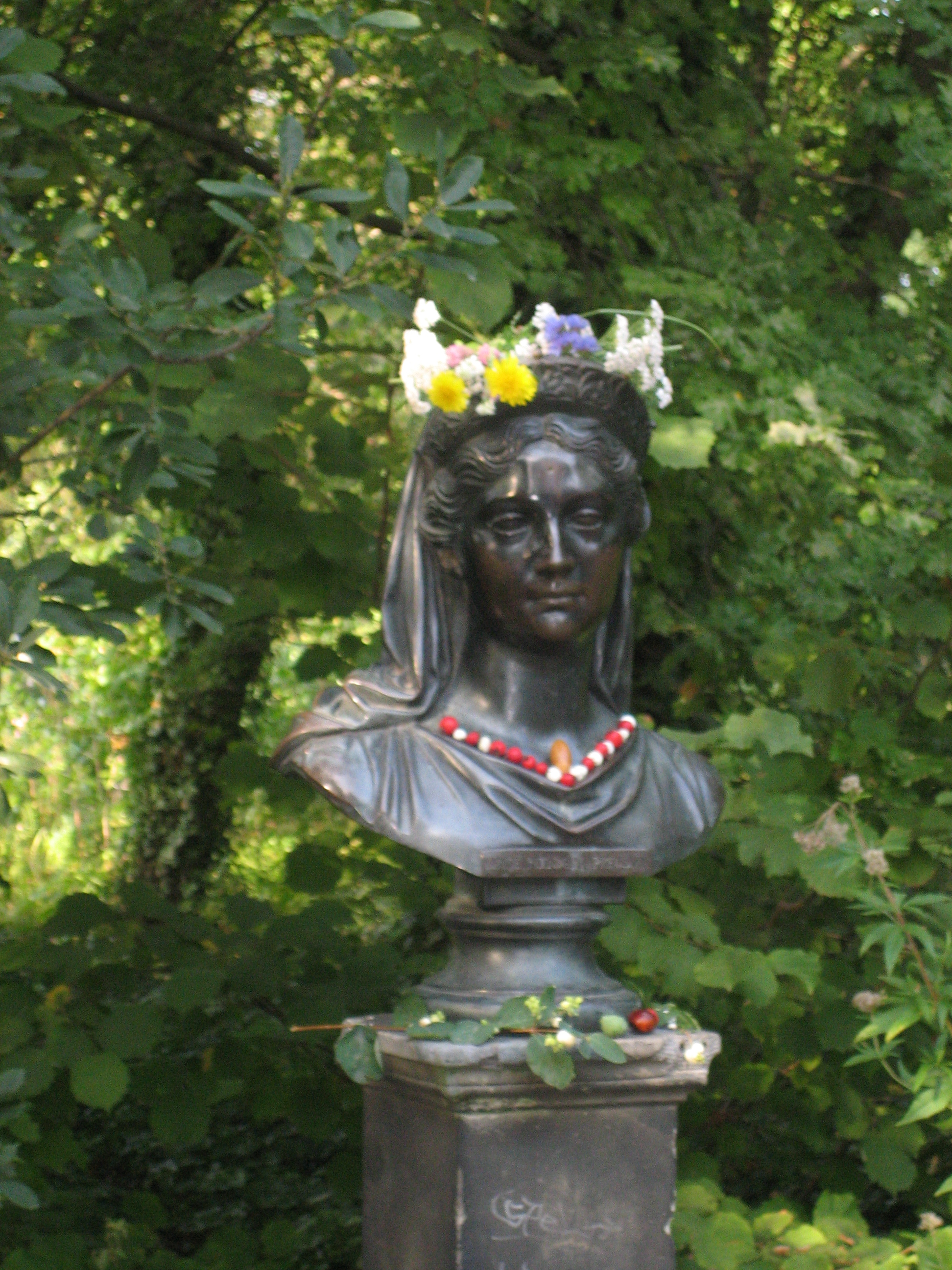
Büste im Schlosspark Charlottenburg

Zu Ehren der Königin von Preußen gibt es zahlreiche Luisendenkmale.
Außerdem sind nach ihr benannt:
- Luisenstadt, Stadtteil von Berlin (1802)
- Luisenbad (Berlin) (um 1809)
- Louisenorden (1814)
- Luisenstraße, verbreiteter Straßenname (frühes 19. Jahrhundert)
  - Luisenstraße in Wuppertal
- Luisenplatz, verbreiteter Name für öffentliche Plätze
  - Luisenplatz in der Residenzstadt Potsdam
  - Luisenplatz in der Hauptstadt Berlin
- Louisendorf, Ortsteil der Gemeinde Bedburg-Hau (1820)
- Königin-Luise-Brücke (Memelbrücke bei Tilsit)
- Königin-Luise-Gedächtniskirche (Kaliningrad) (1901)
- Der LouisenordenLuisenpark (Erfurt) (1903)

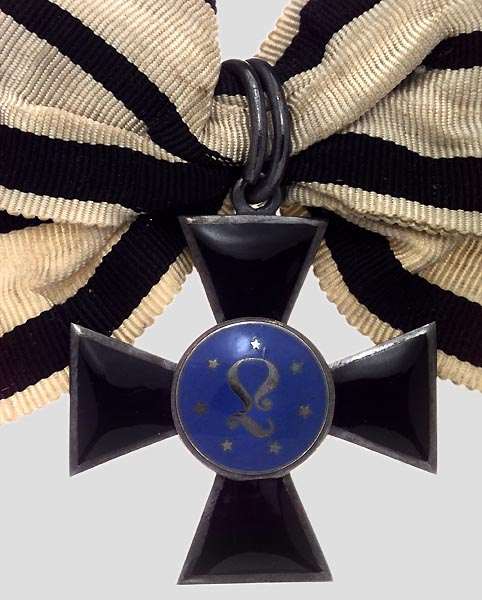
Der Louisenorden

- Königin-Luise-Gymnasium, Erfurt (1903)
- Königin-Luise-Schule, Köln (1907)
- Königin-Luise-Gedächtniskirche (Berlin) (1912)
- Königin Luise, Passagierschiff (1913)
- Königin Luise, Passagierschiff (1934)
- Luisenkirche
- Luisenburg-Felsenlabyrinth Naturdenkmal, nach der Königin Luise benanntes Steinblockmeer
- Luisenhospital Aachen Evangelischer Krankenhausverein zu Aachen von 1867
- Preußische Madonna, Statue in Berlin, 1945 zerstört
- Grube Louise, Eisenerzbergwerk in Rheinland-Pfalz
- Luiseninsel, Berlin

## Filme
- 1913: Der Film von der Königin Luise. Regie: Franz Porten, Darsteller: Hansi Arnstädt (Königin Luise)
- 1927: Königin Luise. 1. Teil: Die Jugend der Königin Luise. Regie Karl Grune[48]
- 1927/28: Königin Luise. 2. Teil. Regie Karl Grune[49]
- 1931: Luise, Königin von Preußen. Regie Carl Froelich, Darstellerin: Henny Porten
- 1957: Königin Luise. Regie: Wolfgang Liebeneiner, Darstellerin: Ruth Leuwerik (Königin Luise)
- 2005: Vivat – Königin Luise im Fichtelgebirge. Regie: Gerald Bäumler
- 2010: Luise – Königin der Herzen. Szenische Dokumentation, Deutschland, 52 Min., 2009, Buch: Daniel Schönpflug, Regie: Georg Schiemann, Produktion: Looks, NDR, arte, Erstsendung: 9. Januar 2010 auf arte, Filminformationen von ARD.
- 2013: Königin Luise – Die preußische Madonna. Szenische Dokumentation in der Reihe Frauen, die Geschichte machten, Deutschland, 50 Min., Buch: Stefan Brauburger, Cristina Trebbi, Regie: Christian Twente und Michael Löseke, Erstsendung 15. Dezember 2013 im ZDF, Filminformation

Vgl. dazu: Rolf Parr: „Das ist unnatürlich, schlimmer: bürgerlich“ – Königin Luise im Film. In: Zeitdiskurse. Reflexionen zum 19. und 20. Jahrhundert als Festschrift für Wulf Wülfing. Hrsg. v. Roland Berbig, Martina Lauster, R. P. Heidelberg, Synchron, 2004, ISBN 3-935025-55-6, S. 135–164 (mit Abb. und Filmographie).

### Darstellungen
- Silvia Backs: Luise, Königin von Preußen, geborene Prinzessin von Mecklenburg-Strelitz. In: Neue Deutsche Biographie (NDB). Band 15, Duncker & Humblot, Berlin 1987, ISBN 3-428-00196-6, S. 500–502 (Digitalisat).
- Paul Bailleu: Luise. In: Allgemeine Deutsche Biographie (ADB). Band 19, Duncker & Humblot, Leipzig 1884, S. 815–825.
- Paul Bailleu: Königin Luise. Ein Lebensbild. Giesecke & Devrient, Berlin 1908, archive.org
- Hanne Bahra: Königin Luise. Von der Provinzprinzessin zum preußischen Mythos. Bruckmann-Verlag, München 2009, ISBN 978-3-7658-1825-7.
- Christine von Brühl: Die preußische Madonna. Aufbau, Berlin 2010, ISBN 3-351-02713-3.
- Günter de Bruyn: Preußens Luise. Vom Entstehen und Vergehen einer Legende. Siedler, Berlin 2001, ISBN 3-88680-718-5 (mit Zitatennachweis, Bibliographie und Bildquellenverzeichnis).
- Philipp Demandt: Luisenkult. Die Unsterblichkeit der Königin von Preußen. Böhlau, Köln u. a. 2003, ISBN 3-412-07403-9.
- Karin Feuerstein-Praßer: Die Preußischen Königinnen. Pustet, Regensburg 2000, ISBN 3-7917-1681-6.
- Jan von Flocken: Luise. Eine Königin in Preußen. Biographie. Verlag Neues Leben, Berlin 1989, ISBN 3-355-00987-3.
- Birte Förster: Der Königin Luise-Mythos. Mediengeschichte des „Idealbilds deutscher Weiblichkeit“, 1860–1960  (= Formen der Erinnerungen, Band 46).  V & R unipress, Göttingen 2011, ISBN 978-3-89971-810-2.
- Dagmar von Gersdorff: Königin Luise und Friedrich Wilhelm III. Eine Liebe in Preußen. Rowohlt, Berlin 1996, ISBN 3-87134-221-1.
- Heinrich Hartmann: Luise, Preußens große Königin. Pawlak, Herrsching 1988, ISBN 3-88199-454-8.
- Christian Graf von Krockow: Porträts berühmter deutscher Frauen. Von Königin Luise bis zur Gegenwart. List Verlag, München 2001, ISBN 3-471-79447-6, S. 11–57.
- Friedrich Ludwig Müller, Beatrice Härig: Luise. Aufzeichnungen über eine preußische Königin. Hauptband mit Begleitheft. Monumente-Publikation der Deutschen Stiftung Denkmalschutz. Bonn 2001, ISBN 3-935208-07-3.
- Heinz Ohff: Ein Stern in Wetterwolken. Königin Luise von Preußen. Eine Biographie. Piper, München 1989, ISBN 3-492-03198-6.
- Daniel Schönpflug: Luise von Preußen. Königin der Herzen. Beck, München 2010, ISBN 978-3-406-59813-5.
- Luise Schorn-Schütte: Königin Luise. Leben und Legende. Beck, München 2003, ISBN 3-406-48023-3 (C. H. Beck Wissen 2323).
- Thomas Stamm-Kuhlmann: König in Preußens großer Zeit. Friedrich Wilhelm III., der Melancholiker auf dem Thron. Siedler, Berlin 1992, ISBN 3-88680-327-9.
- Peter Starsy: Königin Luise von Preußen (1776–1810). Eine Spurensuche in Mecklenburg. In: Neubrandenburger Mosaik. Bd. 33 (2009), S. 92–131.
- Stiftung Preußische Schlösser und Gärten Berlin-Brandenburg [Hrsg.]: Luise. Die Kleider der Königin. Ausstellungskatalog. Hirmer Verlag, München 2010, ISBN 978-3-7774-2381-4.
- Johannes Thiele: Luise von Preußen. Rowohlt, Reinbek bei Hamburg 2010, ISBN 978-3-499-50532-4.
- Sibylle Wirsing: Die Königin. Luise nach zweihundert Jahren. Wjs, Berlin 2010, ISBN 978-3-937989-59-4.
- Wulf Wülfing: Zum Mythos von der „deutschen Frau“. Rahelbettinacharlotte vs. Luise von Preußen. In: Klaudia Knabel, Dietmar Rieger, Stephanie Wodianka (Hrsg.): Nationale Mythen – kollektive Symbole. Funktionen, Konstruktionen und Medien der Erinnerung. Vandenhoeck & Ruprecht, Göttingen 2005, ISBN 3-525-35581-5 (Formen der Erinnerung, Bd. 23), S. 145–174.

### Belletristik
- Elisabeth Halden: Königin Luise. Meidinger, Berlin 1910 / 7. Auflage: Aus den Tagen der Königin Luise [Eine Erzählung für die Jugend], Verlag von Volks- und Jugendschriften Otto Drewitz Nachfahren, Leipzig 1930. (Elisabeth Halden – Pseudonym von Agnes Breitzmann (* 27. Mai 1841 in Templin; † 10. November 1916) – war in ihrer Zeit eine erfolgreiche deutsche Autorin von „Mädchenbüchern“.)
- Bettina Hennig: Luise Königin aus Liebe. Goldmann Verlag, München 2009, ISBN 978-3-442-46406-7. (Roman; Goldmann Taschenbuch 46406)
- Sophie Hoechstetter: Königin Luise. In: Romane berühmter Männer und Frauen. Band 36. Richard Bong, Berlin 1926.
- Else von Hollander-Lossow: Die unsterbliche Königin. Easemann, Leipzig 1934. (Ein „Luise-Roman“)
- Hermann Dreyhaus: Königin Luise. Das Lebensbild einer deutschen Frau. In: Vaterländische Volks- und Jugendbücher des Union-Verlags. Union Deutsche Verlagsgesellschaft, Stuttgart/Berlin/Leipzig 1928.
- Egon Richter: Die letzte Fahrt der Königin Luise. 3. Auflage. Verlag der Nation, Berlin 1990, ISBN 3-373-00234-6. (Erstausgabe 1988)
- Reinhold Schneider: Die Rose des Königs. Herder Verlag, Freiburg im Breisgau 1957.
- Ingrid Feix: Das ist gegen alle Etikette. Anekdoten über Königin Luise. Eulenspiegel Verlag, Berlin 2016, ISBN 978-3-359-02495-8.
- Thomas Rau: Audienz bei Luise. Solo-Komödie.[50] Uraufführung am 10. März 2010 im Opernpalais Unter den Linden, Berlin.[51]

### Unterrichtliche Modelle
- Markus Müller: Der Mythos der Luise von Preußen. Eine Spurensuche anlässlich ihres 200. Todestages. In: Geschichte lernen, H. 137, 2010, S. 52–56.